# Liste der Kulturdenkmale der Muldentalbahn

Streckenkarte der Muldentalbahn

Die Liste der Kulturdenkmale der Muldentalbahn enthält die Kulturdenkmale der Bahnstrecke Glauchau–Wurzen (Muldentalbahn) im Abschnitt von Glauchau bis Großbothen, die in der Denkmalliste des Freistaates Sachsen unter der ID-Nr. 09306181 als Sachgesamtheit ausgewiesen sind.
Diese Sachgesamtheit besteht aus Sachgesamtheitsbestandteilen und Einzeldenkmalen, die in den einzelnen Ortsteilen der Gemeinden Glauchau, Remse, Waldenburg und Limbach-Oberfrohna im Landkreis Zwickau, Penig, Lunzenau, Wechselburg, Seelitz, Rochlitz und Zettlitz im Landkreis Mittelsachsen sowie Colditz und Grimma im Landkreis Leipzig zu finden sind, siehe Denkmallisten der entsprechenden Gemeinden.
Außerdem sind die Einzeldenkmale des ehemaligen Streckenabschnitts von Großbothen bis Wurzen in den einzelnen Ortsteilen der Gemeinden Grimma, Trebsen/Mulde und Wurzen im Landkreis Leipzig erfasst.
Die Anmerkungen sind zu beachten.
Diese Liste ist eine Teilliste der Liste der technischen Denkmale im Landkreis Zwickau.
 Diese Liste ist eine Teilliste der Liste der technischen Denkmale im Landkreis Mittelsachsen.
 Diese Liste ist eine Teilliste der Liste der technischen Denkmale im Landkreis Leipzig.
 Diese Liste ist eine Teilliste der Liste der technischen Denkmale in Sachsen.

## Legende
- Bild: Bild des Kulturdenkmals, ggf. zusätzlich mit einem Link zu weiteren Fotos des Kulturdenkmals im Medienarchiv Wikimedia Commons. Wenn man auf das Kamerasymbol klickt, können Fotos zu Kulturdenkmalen aus dieser Liste hochgeladen werden:
- Bezeichnung: Denkmalgeschützte Objekte und ggf. Bauwerksname des Kulturdenkmals
- Lage: Straßenname und Hausnummer oder Flurstücknummer des Kulturdenkmals. Die Grundsortierung der Liste erfolgt nach dieser Adresse. Der Link (Karte) führt zu verschiedenen Kartendiensten mit der Position des Kulturdenkmals. Fehlt dieser Link, wurden die Koordinaten noch nicht eingetragen. Sind diese bekannt, können sie über ein Tool mit einer Kartenansicht einfach nachgetragen werden. In dieser Kartenansicht sind Kulturdenkmale ohne Koordinaten mit einem roten bzw. orangen Marker dargestellt und können durch Verschieben auf die richtige Position in der Karte mit Koordinaten versehen werden. Kulturdenkmale ohne Bild sind an einem blauen bzw. roten Marker erkennbar.
- Datierung: Baubeginn, Fertigstellung, Datum der Erstnennung oder grobe zeitliche Einordnung entsprechend des Eintrags in der sächsischen Denkmaldatenbank
- Beschreibung: Kurzcharakteristik des Kulturdenkmals entsprechend des Eintrags in der sächsischen Denkmaldatenbank, ggf. ergänzt durch die dort nur selten veröffentlichten Erfassungstexte oder zusätzliche Informationen
- ID: Vom Landesamt für Denkmalpflege Sachsen vergebene, das Kulturdenkmal eindeutig identifizierende Objekt-Nummer. Der Link führt zum PDF-Denkmaldokument des Landesamtes für Denkmalpflege Sachsen. Bei ehemaligen Kulturdenkmalen können die Objektnummern unbekannt sein und deshalb fehlen bzw. die Links von aus der Datenbank entfernten Objektnummern ins Leere führen. Ein ggf. vorhandenes Icon  führt zu den Angaben des Kulturdenkmals bei Wikidata.

## Streckenabschnitt Glauchau–Großbothen
Diese Liste enthält alle Sachgesamtheitsbestandteile und Einzeldenkmale des Streckenabschnitts Glauchau–Großbothen der Muldentalbahn Glauchau–Wurzen, die denkmalpflegerisch zur Sachgesamtheit dieser Eisenbahnstrecke der Muldentalbahn Glauchau–Wurzen gehören. Kurzcharakteristik des LfD: „Die Sachgesamtheit umfasst alle Bahnanlagen, darunter Gleisanlagen mit Unter- und Oberbau, Streckenkilometrierung, Fernmelde- und Signalanlagen, Bahnstationen einschließlich aller Funktionsbauten, Wärterhäuschen, Brücken und Durchlässen in den Gemeinden Glauchau, Stadt (OT Glauchau, Kleinbernsdorf, Reinholdshain, Niederlungwitz), Limbach-Oberfrohna, Stadt (OT Wolkenburg-Kaufungen, Herrndorf, Uhlsdorf), Remse (OT Remse), Waldenburg (OT Niederwinkel, Oberwinkel, Waldenburg), Lunzenau, Stadt (OT Lunzenau, Berthelsdorf, Cossen, Rochsburg, Göritzhain), Penig, Stadt (OT Markersdorf, Penig, Amerika, Arnsdorf, Thierbach, Zinnberg), Rochlitz, Stadt (OT Penna, Rochlitz; Zaßnitz), Seelitz (OT Fischheim, Seelitz, Biesern, Steudten), Colditz (OT Colditz, Lastau, Leisenau, Möseln, Sermuth, Zschetzsch), Grimma, Stadt (OT Großbothen), Zettlitz (OT Kralapp); sie war für die Industrieentwicklung des Muldentals eine wichtige und landschaftsbildende prägende Normalspurbahn – wirtschaftsgeschichtlich, eisenbahngeschichtlich, landschaftsgestaltend sowie regionalgeschichtlich von Bedeutung“. Die Bahnanlagen konnten im südlichen Abschnitt zwischen Glauchau und Großbothen weitestgehend original erhalten werden.
Die historische Bedeutung der Einzeldenkmale dieser Strecke ergibt sich aus dem Denkmaltext des Landesamts für Denkmalpflege Sachsen: „Die Strecke eignet sich in besonderem Maße dazu, beispielhaft die Geschichte des sächsischen Eisenbahnwesens darzustellen. Die in diesem Umfang erhaltene Technik einer Regelspurbahn hat in Sachsen Seltenheitswert“ (LfD/2015).
Die Liste ist entsprechend der örtlichen Lage an der Strecke von Glauchau nach Großbothen gegliedert. Die Bahnstrecke ist außer Betrieb, teilweise sind die Gleisanlagen abgebaut.
| Bild                                    | Bezeichnung | Lage                                                              | Datierung | Beschreibung | ID       |
| --------------------------------------- | --- | ----------------------------------------------------------------- | --- | --- | -------- |
| Weitere Bilder                          | Sachgesamtheit Muldentalbahn mit Einzeldenkmalen und Sachgesamtheitsteilen in den folgenden Teilabschnitten                   | Glauchau, Rosa-Luxemburg-Straße (Karte)                           | 1873–1877 (gesamte Strecke) | Sachgesamtheit mit allen Bahnanlagen, darunter Gleisanlagen mit Unter- und Oberbau, Streckenkilometrierungen, Fernmelde- und Signalanlagen, Bahnstationen einschließlich aller Funktionsbauten, Wärterhäuschen, Brücken und Durchlässen in den einzelnen Gemeinden, siehe unten. Für die Industrieentwicklung des Muldentals wichtige und landschaftsbildende prägende Normalspurbahn – wirtschaftsgeschichtlich, eisenbahngeschichtlich, landschaftsgestaltend sowie regionalgeschichtlich von Bedeutung. | 09306181 |
| Weitere Bilder                          | Bahnhof Glauchau (Einzeldenkmale zu ID-Nr. 09306181)                                                                          | Glauchau, Rosa-Luxemburg-Straße 3 (Karte)                         | 1925–1926 | Bahnhofsempfangsgebäude mit Verwaltungs- und Wohnanbau sowie Einfriedung zu den Gleisen an der Bahnhofstraße – verkehrsgeschichtlich und ortsgeschichtlich bedeutend als wichtiger Personenbahnhof und wichtige Güterumschlagstation der Eisenbahnstrecke Dresden–Zwickau (Hof) (Sachsenmagistrale) und Ausgangspunkt der nach Norden führenden Eisenbahnstrecke Glauchau–Wurzen. Dem Empfangsgebäude kommt aufgrund seiner Gestaltung als singulärer Bautyp (kein Typenbau) im Reformstil (nach 1910) eine baugeschichtliche Bedeutung zu. Teilabbruch durch RP Chemnitz am 7. Juni 2007 genehmigt. | 09241469 |
| Weitere Bilder                          | Lungwitztalviadukte (Einzeldenkmale zu ID-Nr. 09306181)                                                                       | Glauchau, Lungwitztalstraße - (Karte)                             | um 1900 | Zwei Eisenbahnviadukte über Lungwitzbach und Lungwitztalstraße – unmittelbar nebeneinanderliegend, die Strecken Glauchau – Chemnitz und Glauchau – Rochlitz (Muldentalbahn) betreffend, landschaftsprägend durch exponierte unverbaute Lage, verkehrsgeschichtlich von Bedeutung. | 09241321 |
| Direkt Bild zu diesem Denkmal hochladen | Sachgesamtheitsbestandteil der Sachgesamtheit Muldentalbahn, Teilabschnitt Glauchau, OT Niederlungwitz                        | Glauchau, OT Niederlungwitz (Karte)                               | 1875 | Sachgesamtheitsbestandteil der Sachgesamtheit Muldentalbahn (ID-Nr. 09306181), Teilabschnitt Glauchau, OT Niederlungwitz, darunter Bahnkörper, Kilometrierung und Signalanlagen. Die Sachgesamtheit Muldentalbahn mit allen Bahnanlagen ist eine für die Industrieentwicklung des Muldentals wichtige und landschaftsbildende prägende Normalspurbahn, wirtschaftsgeschichtlich, eisenbahngeschichtlich, landschaftsgestaltend sowie regionalgeschichtlich von Bedeutung. | 09306402 |
| Weitere Bilder                          | Sachgesamtheitsbestandteil der Sachgesamtheit Muldentalbahn, Teilabschnitt Glauchau, OT Reinholdshain                         | Glauchau, OT Reinholdshain, Am Relsner Eck - (Karte)              | 1875 | Sachgesamtheitsbestandteil der Sachgesamtheit Muldentalbahn (ID-Nr. 09306181), Teilabschnitt Glauchau, OT Reinholdshain mit den Sachgesamtheitsteilen: Bahnkörper, Kilometrierung, Signalanlagen und Eisenbahnbrücke (Wangen Gneis, Auflager Beton). | 09306165 |
|                                         | Sachgesamtheitsbestandteil der Sachgesamtheit Muldentalbahn, Teilabschnitt Glauchau, OT Kleinbernsdorf                        | Glauchau, OT Kleinbernsdorf, Wolkenburger Straße (Karte)          | bez. 1999 | Sachgesamtheitsbestandteil der Sachgesamtheit Muldentalbahn (ID-Nr. 09306181), Teilabschnitt Glauchau, OT Kleinbernsdorf mit dem Sachgesamtheitsteil: Eisenbahnbrücke. Brücke, Beton, am km 3,5 errichtet, 1999 als Ersatz errichtet. | 09306166 |
| Direkt Bild zu diesem Denkmal hochladen | Sachgesamtheitsbestandteil der Sachgesamtheit Muldentalbahn, Teilabschnitt Remse, OT Remse                                    | Remse, Bahnhofstraße 7 (Karte)                                    | 1875 | Sachgesamtheitsbestandteil der Sachgesamtheit Muldentalbahn (ID-Nr. 09306181), Teilabschnitt Remse, OT Remse mit dem Einzeldenkmal: Bahnhof Remse (ID-Nr. 09303676); Sachgesamtheit mit allen Bahnanlagen. Für die Industrieentwicklung des Muldentals wichtige und landschaftsbildende prägende Normalspurbahn, wirtschaftsgeschichtlich, eisenbahngeschichtlich, landschaftsgestaltend sowie regionalgeschichtlich von Bedeutung. | 09306194 |
| Weitere Bilder                          | Bahnhof Remse (Einzeldenkmal zu ID-Nr. 09306181)                                                                              | Bahnhofstraße 7 (Karte)                                           | um 1875 | Altes und neues Empfangsgebäude mit angebautem Güterschuppen und Wirtschaftsgebäude des Bahnhofs Remse – in wesentlichen Teilen im ursprünglichen Zustand erhalten und den einheitlichen Charakter der Bahnhofsbauten der Eisenbahnstrecke Glauchau–Wurzen repräsentierend, baugeschichtlich und eisenbahngeschichtlich von Bedeutung. Gründerzeitgebäude mit Anklängen an den Schweizerstil. | 09303676 |
| Direkt Bild zu diesem Denkmal hochladen | Sachgesamtheitsbestandteil der Sachgesamtheit Muldentalbahn, Teilabschnitt Waldenburg, OT Oberwinkel                          | Waldenburg, OT Oberwinkel (Karte)                                 | um 1875 | Sachgesamtheitsbestandteil der Sachgesamtheit Muldentalbahn (ID-Nr. 09306181), Teilabschnitt Waldenburg, OT Oberwinkel mit dem Einzeldenkmal Brücke (ID-Nr. 09306093). | 09306196 |
| Direkt Bild zu diesem Denkmal hochladen | Brücke Grünfelder Bach (Einzeldenkmal zu ID-Nr. 09306196)                                                                     | Waldenburg, OT Oberwinkel (Karte)                                 | 1875 | Einzeldenkmal in der o. g. Sachgesamtheit: Unterführung des Grünfelder Baches unter der Strecke bei km 6,3 – verkehrsgeschichtlich von Bedeutung. Steinbogenbrücke mit Stützmauern, Bruchsteinmauerwerk (Granulit). | 09306093 |
| Direkt Bild zu diesem Denkmal hochladen | Sachgesamtheitsbestandteil der Sachgesamtheit Muldentalbahn, Teilabschnitt Waldenburg, OT Waldenburg                          | Waldenburg, Langenchursdorfer Straße 21 (bei) (Karte)             | um 1880 | Sachgesamtheitsbestandteil der Sachgesamtheit Muldentalbahn (ID-Nr. 09306181), Teilabschnitt Waldenburg, OT Waldenburg mit den Einzeldenkmalen: - Schrankenwärterhäuschen (Einzeldenkmal ID-Nr. 09306099), - Bahnhof Waldenburg (Einzeldenkmal ID-Nr. 09303683) sowie den Sachgesamtheitsteilen: - Durchlass durch den Hellmannsgrundbach, Naturstein im Original erhaltener gemauerter Bogen, darüber Betonauflager, Wangenmauern auch Beton, Eisenbahndamm wahrscheinlich ebenso erneuert. | 09306131 |
| Weitere Bilder                          | Bahnhof Waldenburg sowie Schrankenwärterhaus (Einzeldenkmal zu ID-Nr. 09306131)                                               | Waldenburg, Friedrich-Engels-Straße 3 (Karte)                     | 1875 | Empfangsgebäude, Freiabort, Pflaster, Bahnmeisterhaus – eisenbahngeschichtlich bedeutend durch Station der Eisenbahnstrecke Glauchau–Wurzen, bedeutende Anlage der Muldentalbahn und signifikant für Bahnhöfe sächsischer Nebenbahnen in Städten vergleichbarer Größe, Gründerzeitgebäude mit Anklängen an den Schweizerstil verleihen dem Bahnhof baugeschichtliche Bedeutung. | 09303683 |
| Direkt Bild zu diesem Denkmal hochladen | Schrankenwärterhaus mit Ausstattung (Einzeldenkmal zu ID-Nr. 09306131)                                                        | Waldenburg, Am Hellmannsgrund (Karte)                             | 1875 | Einzeldenkmal in der o. g. Sachgesamtheit: Am Bahnkilometer 7,8 der Eisenbahnstrecke Glauchau–Wurzen mit mechanischer Hebelbank, eines der wenigen an der Muldentalbahnstrecke erhaltenen Wärterhäuser dieser Art – technikgeschichtlich und eisenbahngeschichtlich von Bedeutung. Kleines eingeschossiges Funktionsgebäude, Putzbau, Satteldach mit Preoliteindeckung, Hebelbank zur Bedienung der Schrankenanlage, nur noch Reste der Schrankenanlagen erhalten. | 09306099 |
| Direkt Bild zu diesem Denkmal hochladen | Sachgesamtheitsbestandteil der Sachgesamtheit Muldentalbahn, Teilabschnitt Waldenburg, OT Niederwinkel                        | Waldenburg, OT Niederwinkel, Niederwinkler Hauptstraße (Karte)    | um 1890 | Sachgesamtheitsbestandteil der Sachgesamtheit Muldentalbahn (ID-Nr. 09306181), Teilabschnitt Waldenburg, OT Niederwinkel mit dem Einzeldenkmal: Bahnwärterhäuschen (Einzeldenkmal ID-Nr. 09306101) sowie dem Sachgesamtheitsteil: Bahnwärterhaus (Putzbau, stark umgebaut) – wirtschaftsgeschichtlich, eisenbahngeschichtlich, landschaftsgestaltend sowie regionalgeschichtlich von Bedeutung. | 09306168 |
| Direkt Bild zu diesem Denkmal hochladen | Bahnwärterhaus (Einzeldenkmal zu ID-Nr. 09306168)                                                                             | Waldenburg, OT Niederwinkel, Haublerweg 3a (Karte)                | 1875 | Einzeldenkmal in der o. g. Sachgesamtheit: Typenbau eines Wärterhäuschens der am Bahnkilometer 9,7 – ohne Nebengebäude und Anbau. Holzverblendung nachträglich angebracht, eisenbahngeschichtlich von Bedeutung. Eingeschossiger Putzbau mit Drempel, Dach mit profilierten Sparrenköpfen original, Preoliteindeckung, Nutzung als Wochenendhaus. | 09306101 |
| Direkt Bild zu diesem Denkmal hochladen | Sachgesamtheitsbestandteil der Sachgesamtheit Muldentalbahn, Teilabschnitt Limbach-Oberfrohna, Stadt, OT Wolkenburg-Kaufungen | Limbach-Oberfrohna, OT Wolkenburg-Kaufungen (Karte)               | 1875 | Sachgesamtheitsbestandteil der Sachgesamtheit Muldentalbahn (ID-Nr. 09306181), Teilabschnitt Limbach-Oberfrohna, Stadt, OT Wolkenburg-Kaufungen mit den Einzeldenkmalen: Brücke (Einzeldenkmal ID-Nr. 09306102), Brücke (Einzeldenkmal ID-Nr. 09306105), Bahndamm (Einzeldenkmal ID-Nr. 09242694), Bahnwärterhäuschen (Einzeldenkmal ID-Nr. 09306114) und den Sachgesamtheitsteilen: Eisenbahnbrücke, Bruchstein-Bogenbrücke mit Stützmauern und Durchlass: 1875, Natursteinmauerung. | 09306106 |
| Direkt Bild zu diesem Denkmal hochladen | Eisenbahnbrücke mit Eisenbahnkilometerstein (Einzeldenkmale zu ID-Nr. 09306106)                                               | Limbach-Oberfrohna, OT Wolkenburg-Kaufungen (Karte)               | 1875 | Segmentbogenbrücke über den Herrnsdorf-Bräunsdorfer Bach der Eisenbahnstrecke Glauchau–Wurzen am Bahnkilometer 12,75 original erhalten, eisenbahngeschichtlich und verkehrsgeschichtlich von Bedeutung. Brückenkörper und Stützmauern Polygonalmauerwerk, Bogen aus Quadern gewölbt. | 09306102 |
| Weitere Bilder                          | Bahnhof Wolkenburg (Einzeldenkmal zu ID-Nr. 09306106)                                                                         | Limbach-Oberfrohna, OT Wolkenburg-Kaufungen (Karte)               | 1875 | Empfangsgebäude, Bahnsteigüberdachung, Güterschuppen, Wirtschaftsgebäude und Aborthäuschen des Bahnhofs Wolkenburg – vollständig erhaltener Bahnhof in schlechtem baulichen Zustand an der Eisenbahnstrecke Glauchau–Wurzen, ortsgeschichtlich und verkehrsgeschichtlich von Bedeutung. | 09242694 |
| Direkt Bild zu diesem Denkmal hochladen | Eisenbahndamm (Einzeldenkmal zu ID-Nr. 09306106)                                                                              | Limbach-Oberfrohna, OT Wolkenburg-Kaufungen (Karte)               | 1875 | Einzeldenkmal in der o. g. Sachgesamtheit: Bahndamm; Stützmauer an der Mulde im Bereich zwischen Bahnkilometer 14,0 und 14,2 der Eisenbahnstrecke Glauchau–Wurzen, Polygonalmauerwerk – verkehrsgeschichtlich und technikgeschichtlich von Bedeutung. | 09306108 |
| Direkt Bild zu diesem Denkmal hochladen | Wegeunterführung (Einzeldenkmal zu ID-Nr. 09306106)                                                                           | Limbach-Oberfrohna, OT Wolkenburg-Kaufungen (Karte)               | bez. 1875 | Steinbogenbrücke mit Stützmauern am Bahnkilometer 13,7 der Muldentalbahn, Schlussstein bezeichnet 1875, original erhalten, einschließlich der Brückenpfeiler der zerstörten früheren Straßenüberführung über den Bahnkörper – eisenbahngeschichtlich und technikgeschichtlich von Bedeutung. Polygonalmauerwerk aus Granulit, Bogen aus Porphyrquadern gewölbt, Brückenpfeiler der zerstörten Straßenüberführung Bruchsteinmauerwerk. | 09306105 |
| Direkt Bild zu diesem Denkmal hochladen | Bahnwärterhäuschen mit kleinem Nebengebäude (Einzeldenkmal zu ID-Nr. 09306181)                                                | Limbach-Oberfrohna, OT Wolkenburg-Kaufungen, Niederwald 2 (Karte) | 1875 | Einzeldenkmal in der o. g. Sachgesamtheit: Bahnwärterhäuschen (ohne Anbau) – typisches Bahnwärterhäuschen am Bahnkilometer 14,7 der Eisenbahnstrecke Glauchau–Wurzen, bauliche Hülle im Wesentlichen original erhalten – verkehrsgeschichtlich und technikgeschichtlich von Bedeutung. Eingeschossiger Putzbau mit Drempel (übliche Ausführungsform), giebelständig zur Bahn, desolat, Nutzung als Wochenendhaus (Anbau kein Denkmal), nebenan stehendes Nebengebäude, eingeschossig, Satteldach, saniert. | 09306114 |
| Direkt Bild zu diesem Denkmal hochladen | Sachgesamtheitsbestandteil der Sachgesamtheit Muldentalbahn, Teilabschnitt Penig, OT Zinnberg                                 | Penig, OT Zinnberg (Karte)                                        | 1875 | Sachgesamtheitsbestandteil der Sachgesamtheit Muldentalbahn (ID-Nr. 09306181), Teilabschnitt Penig, OT Zinnberg mit dem Einzeldenkmal: Eisenbahnbrücke (Einzeldenkmal ID-Nr. 09306117). | 09306205 |
| Direkt Bild zu diesem Denkmal hochladen | Eisenbahnbrücke (Einzeldenkmal zu ID-Nr. 09306205)                                                                            | Penig, OT Zinnberg (Karte)                                        | 1875 | Eisenbahnbrücke – parallelgurtige Stahlbalkenbrücke der Eisenbahnstrecke Glauchau–Penig bei km 15,7 bis 15,8 – als Vollwandträgerbrücke in Nietkonstruktion ausgeführt, auf zwei Stützpfeilern die Zwickauer Mulde überspannend, exponierte Lage, technikgeschichtlich und verkehrsgeschichtlich von Bedeutung. | 09306117 |
| Direkt Bild zu diesem Denkmal hochladen | Sachgesamtheitsbestandteil der Sachgesamtheit Muldentalbahn, Teilabschnitt Penig, OT Thierbach                                | Penig, OT Thierbach, Peniger Straße (Karte)                       | 1875 | Sachgesamtheitsbestandteil der Sachgesamtheit Muldentalbahn, Teilabschnitt Penig, OT Thierbach mit dem Einzeldenkmal: Haltepunkt Thierbach-Zinnberg mit Haltesignal (Einzeldenkmal ID-Nr. 09306119). | 09306204 |
| Weitere Bilder                          | Haltepunkt Thierbach-Zinnberg (Einzeldenkmal zu ID-Nr. 09306204)                                                              | Penig, OT Thierbach, Peniger Straße (Karte)                       | um 1910 | Einzeldenkmal in der o. g. Sachgesamtheit: Wartehalle am Haltepunkt, mit Haltesignal; Bahnwärterhaus, Bahnkilometer 16,51 – eisenbahngeschichtlich und technikgeschichtlich von Bedeutung. | 09306119 |
| Direkt Bild zu diesem Denkmal hochladen | Sachgesamtheitsbestandteil der Sachgesamtheit Muldentalbahn, Teilabschnitt Penig, OT Markersdorf                              | Penig, OT Markersdorf (Karte)                                     | 1875 | Sachgesamtheitsbestandteil der Sachgesamtheit Muldentalbahn, Teilabschnitt Penig, OT Markersdorf mit dem Sachgesamtheitsteil: Durchlass. | 09306133 |
| Direkt Bild zu diesem Denkmal hochladen | Eisenbahndamm (Einzeldenkmal zu ID-Nr. 09306169)                                                                              | Penig, OT Markersdorf (Karte)                                     | 1875 | Einzeldenkmal in der o. g. Sachgesamtheit: Bahndamm; Stützmauer zwischen Bahnkilometer 17,5 und 17,7 der Eisenbahnstrecke Glauchau–Wurzen, bossiertes Bruchstein-Mauerwerk mit Strebepfeilern im unteren Bereich, hochliegender exponierter Gleiskörper von imposanter Wirkung, eisenbahngeschichtlich und technikgeschichtlich von Bedeutung. | 09306120 |
| Weitere Bilder                          | Sachgesamtheitsbestandteil der Sachgesamtheit Muldentalbahn, Teilabschnitt Penig, OT Penig                                    | Penig, Amerikaweg (Karte)                                         | 1875 | Sachgesamtheitsbestandteil der Sachgesamtheit Muldentalbahn (ID-Nr. 09306181), Teilabschnitt Penig, OT Penig mit den Einzeldenkmalen: Eisenbahndamm (Einzeldenkmal ID-Nr. 09306139), mit Empfangsgebäude, Güterschuppen, zwei Stellwerken, Bahnübergang, drei Hauptsignalen, Gleisanlage, Bahnwärterhäuschen (Bahnhofstraße 161, Einzeldenkmal ID-Nr. 09235148), Eisenbahnbrücke (Dittmannsdorfer Straße, Einzeldenkmal ID-Nr. 09306138), Eisenbahndamm (Einzeldenkmal ID-Nr. 09306120), Signalanlage (Einzeldenkmal ID-Nr. 09306134) sowie den Sachgesamtheitsteilen: zwei Eisenbahnbrücken. | 09306169 |
| Direkt Bild zu diesem Denkmal hochladen | Signalanlage (Einzeldenkmal zu ID-Nr. 09306169)                                                                               | Penig (Karte)                                                     | 1875 | Einzeldenkmal in der o. g. Sachgesamtheit: Signalanlage mit Verbindungseinheit zum Stellwerk; Hauptsignal am Eisenbahnkilometer 17,7 – verkehrsgeschichtlich und eisenbahngeschichtlich von Bedeutung. | 09306134 |
| Weitere Bilder                          | Bahnhof Penig (Einzeldenkmal zu ID-Nr. 09306169)                                                                              | Penig, Bahnhofstraße 161 (Karte)                                  | 1872 | Einzeldenkmale in der o. g. Sachgesamtheit: Empfangsgebäude, Güterschuppen, zwei Stellwerke, Bahnübergang, drei Hauptsignale, Gleisanlage und Bahnwärterhäuschen des Bahnhofs Penig; Eisenbahnstrecke Glauchau–Wurzen bei km 18,505 – regionalgeschichtlich, verkehrsgeschichtlich und technikgeschichtlich von Bedeutung. | 09235148 |
| Direkt Bild zu diesem Denkmal hochladen | Eisenbahnbrücke (Einzeldenkmal zu ID-Nr. 09306169)                                                                            | Penig, Dittmannsdorfer Straße (Karte)                             | 1875 | Einzeldenkmal in der o. g. Sachgesamtheit: Eisenbahnbrücke; Rundbogenbrücke mit Stützmauern in Bruchsteinmauerwerk ausgeführt, erbaut am km 19,222 – eisenbahngeschichtlich und technikgeschichtlich von Bedeutung. | 09306138 |
| Direkt Bild zu diesem Denkmal hochladen | Bahnwärterhaus (Einzeldenkmal zu ID-Nr. 09306169)                                                                             | Penig, Amerikaweg 4 (Karte)                                       | 1875 | Einzeldenkmal in der o. g. Sachgesamtheit: Bahnwärterhaus; Typenbau, weitestgehend original erhalten, bei km 21,4 – eisenbahngeschichtlich und verkehrsgeschichtlich von Bedeutung. | 09306141 |
| Direkt Bild zu diesem Denkmal hochladen | Eisenbahndamm (Einzeldenkmal zu ID-Nr. 09306169)                                                                              | Penig, Amerikaweg (Karte)                                         | 1875 | Einzeldenkmal in der o. g. Sachgesamtheit: Eisenbahndamm; Futtermauer des Muldentalbahndammes zur Mulde hin zwischen Bahnkilometer 21,2 und 21,4 – exponierte landschaftsprägende Trassierung, eisenbahngeschichtlich und verkehrsgeschichtlich von Bedeutung. | 09306139 |
| Direkt Bild zu diesem Denkmal hochladen | Sachgesamtheitsbestandteil der Sachgesamtheit Muldentalbahn, Teilabschnitt Penig, OT Amerika                                  | Penig, OT Amerika, Muldentalstraße (Karte)                        | 1875 | Sachgesamtheitsbestandteil der Sachgesamtheit Muldentalbahn, Teilabschnitt Penig, OT Amerika mit den Einzeldenkmalen: zwei Eisenbahndämme (Einzeldenkmal ID-Nr. 09306142), Bahnwärterhäuschen (Einzeldenkmal ID-Nr. 09306141) und dem Haltepunkt mit Empfangsgebäude und Güterschuppen sowie Telegrafenmasten (Einzeldenkmal ID-Nr. 08961064) sowie dem Sachgesamtheitsteil: Straßenbrücke. | 09306140 |
| Weitere Bilder                          | Haltepunkt Amerika (Einzeldenkmal zu ID-Nr. 09306140)                                                                         | Penig, OT Amerika, Muldentalstraße 12 (Karte)                     | 1899 | Einzeldenkmal in der o. g. Sachgesamtheit: Empfangsgebäude und Güterschuppen sowie Telegrafenmasten; Güterschuppen aus der Entstehungszeit (1875) der Eisenbahnstrecke Glauchau–Wurzen und Empfangsgebäude aus Backstein von 1899 mit Bahnsteigüberdachung, ursprünglich nur als Haltestelle für den Güterverkehr des Industriestandorts angelegt, später zum Bahnhof erweitert, im industriegeschichtlichen Kontext der 1835 gegründeten Fabriksiedlung Amerika von großer ortsgeschichtlicher und eisenbahngeschichtlicher Bedeutung. | 08961064 |
| Direkt Bild zu diesem Denkmal hochladen | Sachgesamtheitsbestandteil der Sachgesamtheit Muldentalbahn, Teilabschnitt Penig, OT Arnsdorf                                 | Penig, OT Arnsdorf (Karte)                                        | 1875 | Sachgesamtheitsbestandteil der Sachgesamtheit Muldentalbahn, Teilabschnitt Penig, OT Arnsdorf mit dem Einzeldenkmalen Bahndamm (Einzeldenkmal ID-Nr. 09306544) und Straßenbrücke (Einzeldenkmal ID-Nr. 09306545) sowie den Sachgesamtheitsteilen Bahnkörper, Kilometrierung, Signalanlagen. | 09306202 |
| Direkt Bild zu diesem Denkmal hochladen | Eisenbahndamm (Einzeldenkmal zu ID-Nr. 09306202)                                                                              | Penig, OT Arnsdorf (Karte)                                        | 1875 | Einzeldenkmal in der o. g. Sachgesamtheit: Eisenbahndamm; weitestgehend originale Mauerung aus Granitblöcken, bei km 21,4 – eisenbahngeschichtlich und verkehrsgeschichtlich von Bedeutung. | 09306544 |
| Direkt Bild zu diesem Denkmal hochladen | Eisenbahndamm (Einzeldenkmal zu ID-Nr. 09306202)                                                                              | Penig, OT Arnsdorf (Karte)                                        | 1875 | Einzeldenkmal in der o. g. Sachgesamtheit: Eisenbahndamm; Bahndamm der Muldentalbahn zwischen km 22,2 und 22,4 östlich des Bahnhofes Amerika mit Pflasterböschung zum Prallhang der Mulde, exponierte Streckenführung mit optimaler Anpassung an den Landschaftsraum, verkehrsgeschichtlich, technikgeschichtlich und eisenbahngeschichtlich von Bedeutung. | 09306142 |
| Direkt Bild zu diesem Denkmal hochladen | Straßenbrücke (Einzeldenkmal zu ID-Nr. 09306202)                                                                              | Penig, OT Arnsdorf (Karte)                                        | 1875 | Einzeldenkmal in der o. g. Sachgesamtheit: Straßenbrücke; Bruchsteinmauerwerk ausgeführt, erbaut bei km 22,0 zur Überquerung der Eisenbahnstrecke Glauchau–Wurzen – eisenbahngeschichtlich und technikgeschichtlich von Bedeutung. | 09306545 |
| Weitere Bilder                          | Sachgesamtheitsbestandteil der Sachgesamtheit Muldentalbahn, Teilabschnitt Lunzenau, OT Rochsburg                             | Lunzenau, OT Rochsburg, Bahnhofstraße (Karte)                     | 1875 | Sachgesamtheitsbestandteil der Sachgesamtheit Muldentalbahn (ID-Nr. 09306181), Teilabschnitt Lunzenau, OT Rochsburg mit den Einzeldenkmalen: Eisenbahndamm (Einzeldenkmal ID-Nr. 09306143), Tunnel Rochsburg (Einzeldenkmal ID-Nr. 09306146), Eisenbahnbrücke Zwickauer Mulde (Einzeldenkmal ID-Nr. 09306148) sowie den Sachgesamtheitsteilen: Bahnhof Rochsburg, Bahnkörper, Kilometrierung, Signalanlagen. | 09306144 |
| Direkt Bild zu diesem Denkmal hochladen | Eisenbahndamm (Einzeldenkmal zu ID-Nr. 09306144)                                                                              | Lunzenau, OT Rochsburg (Karte)                                    | 1875 | Einzeldenkmal in der o. g. Sachgesamtheit: Hochliegendes Gleisbett der Muldentalbahn mit Böschungsmauer zum Prallhang der Mulde zwischen Bahnkilometer 23,6 und 23,8 – exponierte Lage, eisenbahngeschichtlich und verkehrsgeschichtlich von Bedeutung. Pflasterböschung aus bossiertem Bruchsteinmauerwerk. | 09306143 |
| Direkt Bild zu diesem Denkmal hochladen | Eisenbahntunnel (Einzeldenkmal zu ID-Nr. 09306144)                                                                            | Lunzenau, OT Rochsburg (Karte)                                    | 1875 | Einzeldenkmal in der o. g. Sachgesamtheit: Zwei Portale des durch den Rochsburger Schloßberg führenden Tunnels, einziger Kunstbau dieser Art an der Eisenbahnstrecke Glauchau–Wurzen bei km 24,9 bis 25,25, eisenbahngeschichtlich und verkehrsgeschichtlich von Bedeutung. | 09306146 |
| Direkt Bild zu diesem Denkmal hochladen | Eisenbahnbrücke (Einzeldenkmal zu ID-Nr. 09306144)                                                                            | Lunzenau, OT Rochsburg (Karte)                                    | 1875 | Einzeldenkmal in der o. g. Sachgesamtheit: Eisenbahnbrücke – parallelgurtige gekrümmte Stahlbalkenbrücke der Eisenbahnstrecke Glauchau–Wurzen nördlich des Rochsburger Tunnels über die Mulde, als Vollwandträger in Nietkonstruktion ausgeführt und auf drei Stützpfeilern aufliegend – eisenbahngeschichtlich, landschaftsgestaltend und technikgeschichtlich von Bedeutung. | 09306148 |
| Direkt Bild zu diesem Denkmal hochladen | Sachgesamtheitsbestandteil der Sachgesamtheit Muldentalbahn, Teilabschnitt Lunzenau, OT Berthelsdorf                          | Lunzenau, Berthelsdorf (Karte)                                    | 1875 | Sachgesamtheitsbestandteil der Sachgesamtheit Muldentalbahn (ID-Nr. 09306181), Teilabschnitt Lunzenau, OT Berthelsdorf. | 09306398 |
| Weitere Bilder                          | Sachgesamtheitsbestandteil der Sachgesamtheit Muldentalbahn, Teilabschnitt Lunzenau, OT Lunzenau                              | Lunzenau, Am Bahnhof 8 (Karte)                                    | 1875 | Sachgesamtheitsbestandteil der Sachgesamtheit Muldentalbahn (ID-Nr. 09306181), Teilabschnitt Lunzenau, OT Lunzenau mit dem Sachgesamtheitsteil: Bahnhof Lunzenau. - Empfangsgebäude: zweieinhalbgeschossiges Gebäude, Mittelrisalit, Satteldach, Putzbau, ehemals strukturiert. - Wirtschaftsgebäude: eingeschossiges Gebäude, umlaufende Lisene, gemauerter Sockel, überstehender Drempel. - Pflasterung: Großsteinpflaster, Granit. | 09306149 |
|                                         | Sachgesamtheitsbestandteil der Sachgesamtheit Muldentalbahn, Teilabschnitt Lunzenau, OT Cossen                                | Lunzenau, OT Cossen (Karte)                                       | 1876 | Sachgesamtheitsbestandteil der Sachgesamtheit Muldentalbahn (ID-Nr. 09306181), Teilabschnitt Lunzenau, OT Cossen mit dem Sachgesamtheitsteil Eisenbahnbrücke Cossener Bach. Brücke, Vollwandträger erneuert und mit Beton an den Stützmauern befestigt, letztere weitestgehend original. | 09306171 |
| Direkt Bild zu diesem Denkmal hochladen | Sachgesamtheitsbestandteil der Sachgesamtheit Muldentalbahn, Teilabschnitt Lunzenau, Stadt, OT Göritzhain                     | Lunzenau, OT Göritzhain (Karte)                                   | 1875 | Sachgesamtheitsbestandteil der Sachgesamtheit Muldentalbahn (ID-Nr. 09306181), Teilabschnitt Lunzenau, Stadt, OT Göritzhain mit den Sachgesamtheitsteilen: Bahnkörper, Kilometrierung und Signalanlagen. | 09306404 |
| Direkt Bild zu diesem Denkmal hochladen | Sachgesamtheitsbestandteil der Sachgesamtheit Muldentalbahn, Teilabschnitt Wechselburg, OT Wechselburg                        | Wechselburg (Karte)                                               | 1875 | Sachgesamtheitsbestandteil der Sachgesamtheit Muldentalbahn (ID-Nr. 09306181), Teilabschnitt Wechselburg, OT Wechselburg mit dem Einzeldenkmal: Bahnhof Wechselburg (Einzeldenkmale ID-Nr. 09235365) sowie den Sachgesamtheitsteilen: Eisenbahnbrücke über die Chemnitz und Eisenbahnunterführung Rochlitzer Straße, Brücke Stahl-Nietkonstruktion, zwei Pfeiler, Naturstein Straßenbrücke, km 32,4, Gem. Wechselburg, bei Rochlitzer Straße, Natursteinmauerung, Bj. 1875. | 09306172 |
| Weitere Bilder                          | Bahnhof Wechselburg (Einzeldenkmal zu ID-Nr. 09306172)                                                                        | Wechselburg, Bahnhofstraße 21 (Karte)                             | 1905 (Empfangsgebäude) | Empfangsgebäude, Gartenlokal (neben dem Empfangsgebäude) mit Gastwirtschaftsgarten, zwei Stellwerke (Stellwerk W1 mit technischer Ausstattung), Bahnsteigüberdachungen, Gleise, Stützmauer, Güterschuppen, Eisenbahnbrücke (km 32,110 - Anger/Bahnhofstraße) sowie Eisenbahnbrücke (km 31,4 - Bahnhofstraße), 3 Signalanlagen, Weichenstellanlage, 2 Telegrafenmasten des Bahnhofs Wechselburg – Station der Eisenbahnstrecke Chemnitz–Wechselburg (6633; sä. WbC, Chemnitztalbahn) und Muldentalbahn mit vollständig erhaltener technischer Ausstattung, Seltenheitswert, eisenbahngeschichtlicher, technikgeschichtlicher und ortsgeschichtlicher Wert. | 09235365 |
|                                         | Sachgesamtheitsbestandteil der Sachgesamtheit Muldentalbahn, Teilabschnitt Seelitz, OT Fischheim                              | Seelitz, OT Fischheim, Fischheimer Straße 1b (Karte)              | 1875 | Sachgesamtheitsbestandteil der Sachgesamtheit Muldentalbahn (ID-Nr. 09306181), Teilabschnitt Seelitz, OT Fischheim mit dem Sachgesamtheitsteil: Bahnwärterhaus und Kilometerstein. | 09306174 |
| Weitere Bilder                          | Sachgesamtheitsbestandteil der Sachgesamtheit Muldentalbahn, Teilabschnitt Seelitz, OT Steudten                               | Seelitz, OT Steudten, Hauptstraße (Karte)                         | 1875 | Sachgesamtheitsbestandteil der Sachgesamtheit Muldentalbahn (ID-Nr. 09306181), Teilabschnitt Seelitz, OT Steudten mit dem Sachgesamtheitsteil: Durchlass Silberbach mit Eisenbahndamm – Rundbogen, Naturstein (Gneis) und Gleisen. | 09306175 |
| Direkt Bild zu diesem Denkmal hochladen | Sachgesamtheitsbestandteil der Sachgesamtheit Muldentalbahn, Teilabschnitt Seelitz, OT Biesern                                | Seelitz, OT Biesern, Bieserner Straße (Karte)                     | 1875 | Sachgesamtheitsbestandteil der Sachgesamtheit Muldentalbahn (ID-Nr. 09306181), Teilabschnitt Seelitz, OT Biesern mit den Einzeldenkmalen Eisenbahnbrücke (Einzeldenkmal ID-Nr. 09306152) und Eisenbahnbrücke über den Erlbach (Einzeldenkmal ID-Nr. 09306406) | 09306206 |
| Direkt Bild zu diesem Denkmal hochladen | Eisenbahnbrücke über den Erlbach (Einzeldenkmal zu ID-Nr. 09306206)                                                           | Seelitz, OT Biesern, Bieserner Straße (Karte)                     | 1875 | Einzeldenkmal in der o. g. Sachgesamtheit: Eisenbahnbrücke über den Erlbach mit Gleisen und Bahndamm; neben km 36,5 der Eisenbahnstrecke Glauchau–Wurzen, als Rundbogenbrücke mit Stützpfeilern ausgeführt, gute Sichtwirkung durch freie unverbaute Lage, original erhalten – eisenbahngeschichtlich, technikgeschichtlich und verkehrsgeschichtlich von Bedeutung. | 09306406 |
|                                         | Eisenbahnbrücke über eine Straße (Einzeldenkmal zu ID-Nr. 09306206)                                                           | Seelitz, OT Biesern, Bieserner Straße (Karte)                     | 1875 | Einzeldenkmal in der o. g. Sachgesamtheit: Eisenbahnbrücke mit Gleisen und Bahndamm; am km 36,5 der Eisenbahnstrecke Glauchau–Wurzen (Straße zur Kläranlage Biesern), als Bogenbrücke mit Stützpfeilern ausgeführt, gute Sichtwirkung durch freie unverbaute Lage, original erhalten – eisenbahngeschichtlich, technikgeschichtlich und verkehrsgeschichtlich von Bedeutung. Brückenkörper und Stützpfeiler aus Granit-Polygonalmauerwerk, Rundbogen komplett aus Porphyrquadern gewölbt, Gleise, Bahndamm. | 09306152 |
| Direkt Bild zu diesem Denkmal hochladen | Sachgesamtheitsbestandteil der Sachgesamtheit Muldentalbahn, Teilabschnitt Rochlitz, OT Zaßnitz                               | Rochlitz, OT Zaßnitz (Karte)                                      | 1875 | Sachgesamtheitsbestandteil der Sachgesamtheit Muldentalbahn, Teilabschnitt Rochlitz, OT Zaßnitz mit den Sachgesamtheitsteilen: Bahnkörper, Kilometrierung und Signalanlagen. | 09306403 |
| Weitere Bilder                          | Sachgesamtheitsbestandteil der Sachgesamtheit Muldentalbahn, Teilabschnitt Rochlitz                                           | Rochlitz (Karte)                                                  | 1875 | Sachgesamtheitsbestandteil der Sachgesamtheit Muldentalbahn (ID-Nr. 09306181), Teilabschnitt Rochlitz mit den Einzeldenkmalen: Viadukt Rochlitz (Einzeldenkmal ID-Nr. 09306154), Bahnhof Rochlitz (Einzeldenkmal ID-Nr. 09235172) sowie Eisenbahnbrücke (Einzeldenkmal ID-Nr. 09306155) und dem Sachgesamtheitsteil Straßenbrücke. | 09306179 |
|                                         | Viadukt Rochlitz (Einzeldenkmal zu ID-Nr. 09306179)                                                                           | Rochlitz (Karte)                                                  | 1875; teilweiser Umbau 1937 | Einzeldenkmal in der o. g. Sachgesamtheit: Eisenbahnviadukt; parallelgurtige Stahlträgerbrücke bei km 37,905, über die Mulde in Rochlitz, mit original erhaltenem Mittelstück in genieteter Stahlfachwerkkonstruktion, bedeutendes ingenieurtechnisches Bauwerk von stadtbildprägender Wirkung, parallelgurtige Stahlfachwerkträger im Bereich der Eisenbahnstrecke Glauchau–Wurzen, Seltenheitswert, eisenbahngeschichtlich, verkehrsgeschichtlich und technikgeschichtlich von Bedeutung. | 09306154 |
| Direkt Bild zu diesem Denkmal hochladen | Eisenbahnbrücke (Einzeldenkmal zu ID-Nr. 09306179)                                                                            | Rochlitz, Casparistraße (Karte)                                   | 1875 | Einzeldenkmal in der o. g. Sachgesamtheit: Eisenbahnbrücke mit Gleisen; erneuert 2008, km 39,8 - Polygonalmauerwerk, Bogen mit Ziegeln gemauert, eisenbahngeschichtlich und technikgeschichtlich von Bedeutung | 09306155 |
| Weitere Bilder                          | Bahnhof Rochlitz (Einzeldenkmal zu ID-Nr. 09306179)                                                                           | Rochlitz, Am Bahnhof (Karte)                                      | 1870 (Empfangsgebäude); 1871 (Lokschuppen); um 1890 (Güterbahnhof); um 1900 (Kohlenschuppen); 1935 (Stellwerk W1); 1965 (Stellwerk B2) | Einzeldenkmal in der o. g. Sachgesamtheit: Empfangsgebäude, Bahnmeisterei, Ringlokschuppen mit Drehscheibe, zwei Wirtschaftsgebäuden, Kohlenschuppen, Gleiswaage, Stellwerk B 2, Stellwerk W1, sechs Formsignale sowie sechs Lampen des Bahnhofes Rochlitz; aufgrund seiner geografischen Lage im Mittelteil der Bahnstrecke Glauchau–Wurzen für den Streckenbetrieb wichtiger Bahnhof mit zumeist original erhaltenen Hochbauten, eisenbahngeschichtlich, verkehrsgeschichtlich und technikgeschichtlich von Bedeutung. | 09235172 |
|                                         | Sachgesamtheitsbestandteil der Sachgesamtheit Muldentalbahn, Teilabschnitt Rochlitz, OT Penna                                 | Rochlitz, OT Penna (Karte)                                        | 1875 | Sachgesamtheitsbestandteil der Sachgesamtheit Muldentalbahn, Teilabschnitt Rochlitz, OT Penna mit dem Sachgesamtheitsteil: Bahnwärterhaus mit Nebengebäude. | 09306156 |
| Direkt Bild zu diesem Denkmal hochladen | Sachgesamtheitsbestandteil der Sachgesamtheit Muldentalbahn, Teilabschnitt Zettlitz, OT Kralapp                               | Zettlitz, OT Kralapp, Talstraße (Karte)                           | 1875 | Sachgesamtheitsbestandteil der Sachgesamtheit Muldentalbahn (ID-Nr. 09306181), Teilabschnitt Zettlitz, OT Kralapp mit dem Einzeldenkmal: Durchlass Bahnwärterhaus (ID-Nr. 09306157) sowie den Sachgesamtheitsteilen: Eisenbahnbrücke und Eisenbahnbrücke über den Lochmühlenbach, Bahnkörper, Kilometrierung, Signalanlagen. Eisenbahnbrücke: Stützmauern Polygonalmauerwerk, Stützmauern und Auflager erneuert (Beton), Geländer. Durchfahrt des Wirtschaftsweges mit originaler Pflasterung (kein Denkmal). | 09306158 |
| Direkt Bild zu diesem Denkmal hochladen | Bahnwärterhaus mit Nebengebäude, Gleisen und Eisenbahndamm (Einzeldenkmale zu ID-Nr. 09306158)                                | Zettlitz, Kralapp, Talstraße (Karte)                              | 1875 | Einzeldenkmal in der o. g. Sachgesamtheit: Bahnwärterhaus am km 43,4 – weitestgehend original erhalten, signifikant für alle im Wesentlichen einheitlich gebauten Bahnwärterhäuser der Muldentalbahn sowie der sächsischen Staatsbahn, eisenbahngeschichtlich und verkehrsgeschichtlich von Bedeutung. Eingeschossiges Bahnwärterhaus mit Drempel, giebelständig, Putz erneuert, Satteldach mit Preoliteindeckung, Erhaltungszustand befriedigend. Nebengebäude eingeschossig, Putzbau Eisenbahndamm, breit angelegt und stark abfallend. | 09306157 |
|                                         | Sachgesamtheitsbestandteil der Sachgesamtheit Muldentalbahn, Teilabschnitt Colditz, OT Lastau                                 | Colditz, OT Lastau, Muldenaue 9 (Karte)                           | 1875 | Sachgesamtheitsbestandteil der Sachgesamtheit Muldentalbahn (ID-Nr. 09306181), Teilabschnitt Colditz, OT Lastau mit den Sachgesamtheitsteilen: Bahnwärterhaus (Muldenaue 15) und Bahnhof Lastau. - Empfangsgebäude mit angebauter Güterabfertigung: 2,5-geschossig, Satteldach, Drempel. - Güterabfertigung: eingeschossig, Drempel. | 09306161 |
| Direkt Bild zu diesem Denkmal hochladen | Sachgesamtheitsbestandteil der Sachgesamtheit Muldentalbahn, Teilabschnitt Colditz, OT Möseln                                 | Colditz, OT Möseln (Karte)                                        | 1875 | Sachgesamtheitsbestandteil der Sachgesamtheit Muldentalbahn (ID-Nr. 09306181), Teilabschnitt Colditz, OT Möseln mit den Einzeldenkmalen: Eisenbahnbrücke Zwickauer Mulde (ID-Nr. 09306162), Bogenbrücke (ID-Nr. 08973207). | 09306197 |
|                                         | Eisenbahnbrücke Zwickauer Mulde (Einzeldenkmal zu ID-Nr. 09306197)                                                            | Colditz, OT Möseln (Karte)                                        | 1875 | Einzeldenkmal in der o. g. Sachgesamtheit: Eisenbahnbrücke bei km 45,456 der Bahnstrecke Glauchau–Wurzen, als Vollwandträger in Nietkonstruktion erbaut, 1938 erneuert, erstreckt sich auf die Gemarkung Lastau – eisenbahngeschichtlich, verkehrsgeschichtlich und technikgeschichtlich von Bedeutung. Stahlbalkenbrücke, als Vollwandträger in Nietkonstruktion ausgeführt, auf zwei Pfeilern (Quadermauerwerk) ruhend, 1938 erneuert. | 09306162 |
| Direkt Bild zu diesem Denkmal hochladen | Bogenbrücke über den Schwarzbach (Einzeldenkmal zu ID-Nr. 09306197)                                                           | Colditz, OT Möseln (Karte)                                        | 1877 | Einzeldenkmal in der o. g. Sachgesamtheit: Bogenbrücke, sowohl Straßen- als auch Eisenbahnbrücke, Ziegel- und Natursteinmauerwerk, eisenbahngeschichtlich und verkehrsgeschichtlich von Bedeutung. Bogenbrücke über den Schwarzbach, Bogen aus Ziegelstein, Brückenwangen und Brückenmauer Bruchstein, Tonnengewölbe, Abdeckplatten zum Teil Beton, zum Teil Naturstein, über Brücke führend Eisenbahngleise der Muldentalbahn und Straße. | 08973207 |
| Weitere Bilder                          | Sachgesamtheitsbestandteil der Sachgesamtheit Muldentalbahn, Teilabschnitt Colditz, OT Colditz                                | Colditz, Bahnhofstraße 29 (Karte)                                 | 1875 | Sachgesamtheitsbestandteil der Sachgesamtheit Muldentalbahn (ID-Nr. 09306181), Teilabschnitt Colditz, OT Colditz mit den Einzeldenkmalen: Flutbrücke (Einzeldenkmal ID-Nr. 08973107), Eisenbahnbrücke (Einzeldenkmal ID-Nr. 08973104) sowie dem Sachgesamtheitsteil Bahnhof Colditz: - Empfangsgebäude: Zweigeschossiger Putzbau, ehemals Fassadengliederung, Satteldach, Fenster und Türen erneuert, insgesamt stark überformt, Anbau eingeschossig. - Toilettenhäuschen: eingeschossiger Putzbau, Satteldach weit ausragend. - Güterschuppen: eingeschossiger Putzbau, Gurtgesims, originale Fenster- und Türenöffnungen, Satteldach weit ausragend, Laderampe - Pflasterung: Naturstein/Granit, Diagonalverband. - Vorplatz: Wendeschleife mit zentraler ovaler Insel. - Stellwerk W1: Backstein, ohne technische Ausstattung, am Bahnübergang Leipziger Straße. | 09306180 |
| Direkt Bild zu diesem Denkmal hochladen | Flutbrücke (Einzeldenkmal zu ID-Nr. 09306180)                                                                                 | Colditz, Furtweg (Karte)                                          | 1934 | Eisenbahnbrücke mit Eisenbahndamm und Gleisen; Bogenbrücke in Bruchsteinmauerwerk, km 45,540, zur Eisenbahnstrecke Glauchau–Wurzen gehörend, verkehrsgeschichtlich von Bedeutung. Bogenbrücke in Bruchstein, Wangen in Bruchstein, Abdeckplatten in Sandstein, Streckenkilometer 45,540, errichtet 1934 als Ersatzbau für eine Brücke mit Stahlträgerkonstruktion (wahrscheinlich wie ID-Nr. 08973107, hergestellt von der Gutehoffnungshütte Sterkrade, Oberhausen). | 08973107 |
| Direkt Bild zu diesem Denkmal hochladen | Eisenbahnbrücke (Einzeldenkmal zu ID-Nr. 09306180)                                                                            | Colditz, Rochlitzer Straße (Karte)                                | 1875 (Brücke) | Vollwandträgerbrücke bei km 48,458 der Strecke Glauchau–Wurzen, von eisenbahngeschichtlicher Bedeutung. Mauerwangen in Bruchstein,Polygonalmauerwerk, Abdeckplatten vermutlich Sandstein, Geländer. Einfeldrige Vollwandträgerbrücke von 1875, hergestellt von der Gutehoffnungshütte Sterkrade, Oberhausen, Mitte des 20. Jahrhunderts erneuert, Streckenkilometer 48,458, Länge 15,4 m, Höhe 6 m, Breite 7 m. | 08973104 |
| Direkt Bild zu diesem Denkmal hochladen | Sachgesamtheitsbestandteil der Sachgesamtheit Muldentalbahn, Teilabschnitt Colditz, OT Zschetzsch                             | Colditz, OT Zschetzsch, Sermuther Straße 14 (Karte)               | 1875 | Sachgesamtheitsbestandteil der Sachgesamtheit Muldentalbahn (ID-Nr. 09306181), Teilabschnitt Colditz, OT Zschetzsch mit dem Einzeldenkmal Bahnwärterhaus (ID-Nr. 09306164). | 09306200 |
| Direkt Bild zu diesem Denkmal hochladen | Bahnwärterhaus mit Nebengebäude (Einzeldenkmal zu ID-Nr. 09306200)                                                            | Colditz, OT Zschetzsch, Sermuther Straße 14 (Karte)               | 1875 | Bahnwärterhaus am km 52,4 – eisenbahngeschichtlich und verkehrsgeschichtlich von Bedeutung. Bahnwärterhaus weitgehend original, zweigeschossig, Putzbau, Drempel, Sockel polygonales Mauerwerk, Gurtgesims, Nebengebäude weitestgehend original, eingeschossig, Putzbau, Drempel. | 09306164 |
|                                         | Sachgesamtheitsbestandteil der Sachgesamtheit Muldentalbahn, Teilabschnitt Colditz, OT Sermuth                                | Colditz, OT Sermuth (Karte)                                       | 1875 | Sachgesamtheitsbestandteil der Sachgesamtheit Muldentalbahn (ID-Nr. 09306181), Teilabschnitt Colditz, OT Sermuth mit dem Einzeldenkmal: Brücke Leitenbach Mulde (ID-Nr. 08974454). Gleisanlagen mit Ober- und Unterbau, Gem. Sermuth. | 09306199 |
| Direkt Bild zu diesem Denkmal hochladen | Brücke Leitenbach: Straßenbrücke (Einzeldenkmal zu ID-Nr. 09306199)                                                           | Colditz, OT Sermuth (Karte)                                       | 1875 | Einzeldenkmal in der o. g. Sachgesamtheit: Straßenbrücke am km 53,065 – nördlich der alten Ortslage Kötteritzsch, ursprünglich für zweigleisigen Betrieb erbaut, verkehrsgeschichtlich von Bedeutung. Straßenbrücke über die Eisenbahnstrecke Glauchau–Wurzen, Brücke und Brückenwangen aus Polygonalmauerwerk (Granit), Segmentbogen mit seitlicher Eckquaderung aus Sandstein, oberer Brückenrand mit Sandsteinabdeckung, 1875 erbaut, ursprünglich für zweigleisigen Bahnbetrieb gebaut, jedoch nur ein Gleis angelegt. | 08974454 |
| Direkt Bild zu diesem Denkmal hochladen | Sachgesamtheitsbestandteil der Sachgesamtheit Muldentalbahn, Teilabschnitt Colditz, OT Leisenau                               | Colditz, OT Leisenau (Karte)                                      | 1875 | Sachgesamtheitsbestandteil der Sachgesamtheit Muldentalbahn (ID-Nr. 09306181), Teilabschnitt Colditz, OT Leisenau mit den Sachgesamtheitsteilen: Bahnkörper, Kilometrierung und Signalanlagen. | 09306399 |
| Weitere Bilder                          | Sachgesamtheitsbestandteil der Sachgesamtheit Muldentalbahn, Teilabschnitt Grimma, OT Großbothen                              | Grimma, OT Großbothen, Kleinbothener Straße (Karte)               | 1875 | Sachgesamtheitsbestandteil der Sachgesamtheit Muldentalbahn (ID-Nr. 09306181), Teilabschnitt Grimma, OT Großbothen mit dem Einzeldenkmal: Bahnhof Großbothen (ID-Nr. 08974457). | 09306201 |
| Weitere Bilder                          | Bahnhof Großbothen (Sachgesamtheit ID-Nr. 09306201)                                                                           | Grimma, OT Großbothen, Colditzer Landstraße 7 (Karte)             | 1869 (Empfangsgebäude) | Einzeldenkmale in der o. g. Sachgesamtheit: Stellwerk W4 (Anschrift: Kleinbothener Straße), Stellwerk W2 (Anschrift: Zum Bahnhof), ehemaliges Empfangsgebäude (Anschrift: Colditzer Landstraße 7) sowie die Gleise des Bahnhofs Großbothen – Anlagen der Eisenbahnstrecken Borsdorf–Coswig, Glauchau–Wurzen sowie der Querbahn Großbothen–Borna, Stellwerk W4 mit technischer Ausstattung, erstes Empfangsgebäude von 1869, wichtiger Verkehrsknotenpunkt des Leipziger Landes, verkehrsgeschichtlich und eisenbahngeschichtlich von Bedeutung. | 08974457 |

## Streckenabschnitt Großbothen–Wurzen
Diese Liste enthält alle Einzeldenkmale des Streckenabschnitts Großbothen–Wurzen der Muldentalbahn Glauchau–Wurzen. Diese Einzeldenkmale gehören denkmalpflegerisch nicht zur Sachgesamtheit dieser Eisenbahnstrecke der Muldentalbahn Glauchau–Wurzen, sind aber in den Denkmallisten der Gemeinden Grimma, Trebsen/Mulde und Wurzen registriert.
Die Bahnanlagen sind im nördlichen Abschnitt zwischen Großbothen und Wurzen nicht mehr erhalten. An deren Stelle wurde der Muldentalradweg errichtet.
Die Liste ist entsprechend der örtlichen Lage an der ehemaligen Strecke von Großbothen nach Wurzen gegliedert.
| Bild                                    | Bezeichnung                                                           | Lage                                             | Datierung           | Beschreibung | ID       |
| --------------------------------------- | --------------------------------------------------------------------- | ------------------------------------------------ | ------------------- | --- | -------- |
|                                         | Bahnwärterhaus Schaddel                                               | Grimma, OT Schaddel, Zur Schaddelmühle 7 (Karte) | um 1876             | Bahnwärterhaus, zur ehem. Eisenbahnstrecke Glauchau–Wurzen gehörend, umgebauter Typenbau eines Bahnwärterhauses der 3. Klasse, 1866 errichtet, eines der letzten verbliebenen Bahnwärterhauser der Strecke, Bahnwärterhaus und Nebengebäude durch Verbindungsbau verbunden – baugeschichtlich und verkehrsgeschichtlich von Bedeutung. | 08974440 |
|                                         | Markierungssteine und Trasse der ehem. Muldentalbahn                  | Grimma (Karte)                                   |                     | Markierungssteine und Trasse der ehemaligen Muldentalbahn (mit Durchlässen und Stützmauern) des Eisenbahndammes der Muldentalbahn im Stadtwald von Grimma. | 08966280 |
| Weitere Bilder                          | Unterer Bahnhof Grimma                                                | Grimma, Nerchauer Straße 1a; 2 (Karte)           | 1877                | Bahnhof mit Empfangsgebäude – zeittypische Putzbauten, ehemals Teil der Bahnstrecke Glauchau–Wurzen (Muldentalbahn), Zeugnis der Eisenbahngeschichte und Industriegeschichte. | 08966586 |
| Direkt Bild zu diesem Denkmal hochladen | Eisenbahnbrücke über den Thielbach                                    | Grimma, OT Schmorditz (Karte)                    | 1875–1877           | Brücke an der ehem. Eisenbahnstrecke Glauchau–Wurzen, Bogenbrücke, verkehrsgeschichtlich von Bedeutung. Brücke: Bogen und Wangenmauern in Bruchstein beziehungsweise Werkstein, zur Mulde Bahndamm mit Bruchsteinmauer gestützt. | 08973674 |
| Weitere Bilder                          | Bahnhof Nerchau                                                       | Grimma, OT Nerchau, Parkstraße 5 (Karte)         | 1908 (Bahnhof)      | Empfangsgebäude mit angrenzender Bahnunterführung – dreiteiliger Putzbau mit Klinkergliederungen, ehemals Teil der Muldentalbahn Glauchau–Wurzen, verkehrsgeschichtlich von Bedeutung. | 08973523 |
| Direkt Bild zu diesem Denkmal hochladen | Eisenbahnbrücke über das Mutzschener Wasser                           | Trebsen/Mulde, OT Neichen (Karte)                | um 1875             | Brücke, zur ehem. Eisenbahnstrecke Glauchau-Wurzen gehörend, Bogenbrücke aus Granitbruchstein-Mauerwerk über das Mutzschener Wasser – verkehrsgeschichtlich von Bedeutung. Wangenmauer und Brückenbogen in Bruchstein-Mauerung, Ziegel-Segmentbogen. | 08966103 |
|                                         | Eisenbahnbrücke                                                       | Wurzen, OT Oelschütz, Wurzener Straße (Karte)    | 1875–1877           | Bogenbrücke, zur ehem. Eisenbahnstrecke Glauchau-Wurzen gehörend – verkehrsgeschichtlich von Bedeutung. Bogenbrücke: Wangenmauern in Bruchstein, Ziegelsteinbogen, Bruchsteinmauern, Abdeckplatten in Sandstein. | 08973691 |
| Weitere Bilder                          | Bahnhof Wurzen                                                        | Wurzen, Am Bahnhof 3 (Karte)                     | 1888–1889 (Bahnhof) | Bahnhof mit Empfangsgebäude, Hausbahnsteig (Bahnsteig 1) mit gusseisernen Säulen und Bahnsteigüberdachung, einstielige Bahnsteigüberdachung (Bahnsteig 2 und 3) mit Holzdach und Holzsäulen, gusseiserne Säulen mit Kompositkapitell am Gleis 6, vorhandenes Pflaster in den Bahnsteigbereichen, interessante Bahnhofanlage der Eisenbahnstrecken Leipzig–Dresden und Glauchau–Wurzen (Muldentalbahn) – von verkehrsgeschichtlicher Bedeutung.                                    | 09255742 |
|                                         | Ehem. Endbahnhof der Muldentalbahn, später Kaserne, jetzt Amtsgericht | Wurzen, Friedrich-Ebert-Straße 2a (Karte)        | um 1875/1900        | Gebäude von 1875 bis 1878 Endbahnhof der Muldentalbahn (Eisenbahnstrecke Glauchau–Wurzen), im Erscheinungsbild weitestgehend original erhalten, keine technische Ausstattung vorhanden, Nachnutzung für die Kaserne und nachfolgend des Amtsgerichtes – bau- und ortsgeschichtlich von Bedeutung. Gründerzeitgebäude mit Anklängen an den Schweizerstil, weit vorkragender Dachstuhl mit Satteldach, Sohlbänke des Erdgeschoss Putzstreifen, Obergeschoss Sohlbänke auf Konsolen. | 09255443 |

## Ausführliche Denkmaltexte
1. ↑  Sachgesamtheit Muldentalbahn

Die ursprünglich zweigleisig angelegte rund 82 km lange Eisenbahnstrecke Glauchau–Wurzen (Streckenkürzel GW) wurde zwischen 1873 und 1877 von der „Muldenthal-Eisenbahn-Gesellschaft Glauchau–Wurzen“ als Hauptbahn errichtet. Ziel war es, eine Anbindung der Industrieansiedlungen im Tal der Zwickauer Mulde und des südwestsächsischen Raumes mit den im Norden gelegenen Handelszentren Leipzig und Berlin (Preußen) herzustellen und damit zum wirtschaftlichen Aufschwung der Region beizutragen. Wichtige Güter waren der Rochlitzer Porphyr, das Porzellan aus Colditz, Papier und Pappen aus Penig und Rochsburg, Garne aus Amerika sowie die Steinkohle aus dem Zwickauer Revier, die über Glauchau nach Norden transportiert werden sollten. Ab 1944 wurden aus Colditz auch Produkte des metallverarbeitenden und späteren Rüstungsbetriebes HASAG (Hugo und Alfred Schneider AG) über diese Strecke transportiert.

Das landschaftlich schöne wie auch schwierige Gelände erforderte 71 Brückenbauwerke verschiedener Größe, zehn Weg- und Wasserüberführungen, Dämme mit einer Gesamtlänge von 29 km, verschiedene Stütz- und Futtermauern und zusätzliche Wirtschaftswege sowie einen Tunnel. Der Bau des Rochsburger Tunnels überstieg 1878 schließlich die finanziellen Mittel der Gesellschaft und zwang dieselbe zum Verkauf der Strecke einschließlich der Fahrzeuge an die Königlich Sächsischen Staatseisenbahnen für 13 Millionen Mark. Der Verkauf und die Eingliederung in das Streckennetz der Königlich Sächsischen Staatseisenbahnen hatten wiederum bauliche Veränderungen an der Strecke in den 1880er Jahren zur Folge. So wurde der bisher als Endbahnhof genutzte Wurzener Nordbahnhof stillgelegt und der Südbahnhof als Endpunkt der Strecke eingerichtet. Bis 1945 hatte die Strecke den Status einer Hauptbahn. In den letzten Kriegstagen sprengten Mitglieder des Volkssturms die Rabensteinbrücke bei Grimma, um den Vormarsch der amerikanischen Truppen zu stoppen und teilten damit die Strecke in zwei Teilstrecken. Die sowjetische Militäradministration verfügte den Abbau des Oberbaus des nördlichen Teils der Strecke zwischen Großbothen und Grimma als Reparationsleistung. In den folgenden Jahren versuchte die Deutsche Reichsbahn die Strecke wieder instand zu setzen, stellte aber ab 1967 die Personenbeförderung schrittweise ein. Die Bahnanlagen konnten im südlichen Abschnitt zwischen Glauchau und Großbothen weitestgehend original erhalten werden. Hauptsächlich diente die Strecke dem An- und Abtransport der Produkte der anliegenden Großbetriebe und als Verkehrsmittel für die Arbeiter in dem dicht besiedelten Tal.

Nach der politischen Wende und der damit einhergehenden Schließung der anliegenden Betriebe kam auch der Güterverkehr nach und nach zum Erliegen. Mitte der 1990er Jahre stellte man diesen gänzlich ein. Die Gemeinden des nördlichen Teils entschlossen sich um die Jahrtausendwende dazu, die Strecke zum Muldentalbahnradweg umzubauen, die südliche Strecke sollte als touristische Attraktion weitergenutzt werden. Die Schließung von Streckenästen und Langsamfahrstellen sowie unattraktive Fahrpläne führten jedoch in den 1990er Jahren zur weiteren Einschränkung des Zugverkehrs und schließlich zu dessen vollständiger Einstellung. Ein Rückbau des Ober- und Unterbaus und der technischen Einrichtungen an den Bahnhöfen (v. a. Rochlitz, Penig und Wechselburg) erfolgte nicht, so dass diese sich bis heute nahezu vollständig erhalten haben. Die sogenannte Muldentalbahn ist damit eine der wenigen sächsischen Normalspurbahnen, die über eine umfangreiche technische Ausstattung verfügen. In den darauffolgenden Jahren verpachtete die Deutsche Bahn AG die Strecke an die Regionalbahn, die die Nutzung durch den Zweckverband Verkehrsverbund Mittelsachsen erlaubte. Dieser setzte Expressbusse als Schienenersatz ein, um eine Verbindung zwischen Rochlitz und Geithain und damit an ein überregionales Netz herzustellen.

In den Jahren 2000/01 wurde schließlich auch der Busverkehr eingestellt und der Personenverkehr entlang der Strecke eingestellt. Ein Verein nutzt zurzeit die nahezu vollständig erhaltenen Ober- und Unterbauten von Teilstrecken für Draisinenfahrten.

Die Sachgesamtheit Muldentalbahn erstreckt sich über die Teilstrecke Glauchau–Großbothen, die wegen ihrer überkommenen (technischen) Einrichtung einen hohen Dokumentations-, Erlebnis- und Anschauungswert aufweist. Die Strecke eignet sich in besonderem Maße dazu, beispielhaft die Geschichte des sächsischen Eisenbahnwesens darzustellen. Die in diesem Umfang erhaltene Technik einer Regelspurbahn hat in Sachsen Seltenheitswert. Erfahrene italienische Bauarbeiter, die für den Bau der Strecke angeworben wurden, vermochten es mit Hilfe von Brückenbauwerken, Dämmen und dem Tunnel in Rochsburg die Bahnstrecke in hervorragender Weise in das landschaftlich schöne wie auch anspruchsvolle Gelände der Zwickauer Mulde einzubetten. Sie ist damit von landschaftsbildprägendem Charakter, ohne aber der Tallandschaft zu schaden. Der Bau der Strecke ermöglichte das wirtschaftliche Wachstum der Industriebetriebe und damit der gesamten Region. Die Strecke besitzt damit auch wirtschaftshistorische Bedeutung (LfD/2015).

Einzeldenkmale in der o. g. Sachgesamtheit:
  - Gemeinde Colditz, Ortsteil Colditz: Furtweg – Flutbrücke (ID-Nr. 08973107), Eisenbahnbrücke (ID-Nr. 08973104),
  - Gemeinde Colditz, Ortsteil Möseln: Eisenbahnbrücke (ID-Nr. 09306162), Straßen-/Eisenbahnbrücke (ID-Nr. 08973207),
  - Gemeinde Colditz, Ortsteil Sermuth: Brücke Leitenbach (ID-Nr. 08974454),
  - Gemeinde Colditz, Ortsteil Zschetzsch: Bahnwärterhaus (ID-Nr. 09306164),
  - Gemeinde Grimma, Ortsteil Großbothen: Bahnhof Großbothen – Stellwerk W4, Stellwerk W2, ehemaliges Empfangsgebäude sowie die Gleise – (ID-Nr. 08974457),
  - Gemeinde Lunzenau, Ortsteil Rochsburg: Eisenbahndamm (ID-Nr. 09306143), Eisenbahntunnel – (ID-Nr. 09306146), Eisenbahnbrücke (ID-Nr. 09306148),
  - Gemeinde Penig, Ortsteil Arnsdorf: Straßenbrücke (ID-Nr. 09306545), Eisenbahndamm (ID-Nr. 09306544),
  - Gemeinde Penig, Ortsteil Amerika: Haltepunkt mit Empfangsgebäude und Güterschuppen sowie Telegrafenmasten (ID-Nr. 08961064), Eisenbahndamm (ID-Nr. 09306142),
  - Gemeinde Penig, Ortsteil Penig: Eisenbahndamm (ID-Nr. 09306139), Bahnhof Penig mit Empfangsgebäude, Güterschuppen, zwei Stellwerken, Bahnübergang, drei Hauptsignalen, Gleisanlage, Bahnwärterhäuschen (ID-Nr. 09235148), Eisenbahnbrücke (ID-Nr. 09306138), Bahndamm (ID-Nr. 09306120), Bahnwärterhäuschen (ID-Nr. 09306141),
  - Gemeinde Penig, Ortsteil Thierbach: Haltepunkt Thierbach-Zinnberg (ID-Nr. 09306119),
  - Gemeinde Penig, Ortsteil Zinnberg: Eisenbahnbrücke (ID-Nr. 09306117),
  - Gemeinde Rochlitz, Ortsteil Rochlitz: Eisenbahnviadukt (ID-Nr. 09306154), Bahnhof Rochlitz mit Empfangsgebäude, Gleise, Güterboden, Bahnwohnhaus, Ringlokschuppen, Stellwerk B 2, drei Formsignale sowie sechs Lampen, Bahnwärterhaus mit Nebengebäude (ID-Nr. 09235172),  Eisenbahnbrücke mit Gleisen (ID-Nr. 09306155),
  - Gemeinde Seelitz, Ortsteil Biesern: Brücke mit Gleisen und Bahndamm (ID-Nr. 09306152),
  - Gemeinde Wechselburg, Ortsteil Wechselburg: Empfangsgebäude, Gartenlokal (neben dem Empfangsgebäude) mit Gastwirtschaftsgarten, zwei Stellwerke (Stellwerk W1 mit technischer Ausstattung), Bahnsteigüberdachungen, Gleise, Stützmauer, Eisenbahnbrücke (km 32,110, Anger/Bahnhofstraße) sowie Eisenbahnbrücke (km 31,4), drei Signalanlagen, Weichenstellanlage, zwei Telegrafenmasten des Bahnhofs Wechselburg (ID-Nr. 09235365),
  - Gemeinde Zettlitz, Ortsteil Kralapp: Bahnwärterhaus (ID-Nr. 09306157),
  - Gemeinde Glauchau, Ortsteil Glauchau: Zwei Eisenbahnviadukte (ID-Nr. 09241321), Rosa-Luxemburg-Straße 3 – Bahnhofsempfangsgebäude mit Verwaltungs- und Wohnanbau sowie Einfriedung zu den Gleisen an der Bahnhofstraße (ID-Nr. 09241469),
  - Gemeinde Limbach-Oberfrohna, Stadt, Ortsteil Wolkenburg-Kaufungen: Eisenbahnbrücke mit Eisenbahnkilometerstein (ID-Nr. 09306102), Wegunterführung (ID-Nr. 09306105), Bahndamm – ohne Anschrift – (ID-Nr. 09306108), Empfangsgebäude, Bahnsteigüberdachung, Güterschuppen, Wirtschaftsgebäude und Aborthäuschen des Bahnhofs Wolkenburg (ID-Nr. 09242694), Bahnwärterhäuschen (ohne Anbau) mit kleinem Nebengebäude (ID-Nr. 09306114),
  - Gemeinde Remse, Ortsteil Remse: altes und neues Empfangsgebäude mit angebautem Güterschuppen und Wirtschaftsgebäude des Bahnhofs Remse (ID-Nr. 09303676),
  - Gemeinde Waldenburg, Stadt, Ortsteil Niederwinkel: Bahnwärterhaus (ID-Nr. 09306101),
  - Gemeinde Waldenburg, Stadt, Ortsteil Oberwinkel: Brücke (ID-Nr. 09306093),
  - Gemeinde Waldenburg, Stadt, Ortsteil Waldenburg: Schrankenwärterhaus mit Ausstattung (ID-Nr. 09306099), Bahnhof Waldenburg mit Empfangsgebäude, Freiabort, Pflaster, Bahnmeisterhaus (ID-Nr. 09303683),

Sachgesamtheitsteile der Sachgesamtheit Muldentalbahn:
  - Gemeinde Colditz, Ortsteil Colditz: Bahnhof Colditz, Gem. Colditz (Sachgesamtheitsteil ID-Nr. 09306180),
  - Gemeinde Colditz, Ortsteil Leisenau: Bahnkörper, Kilometrierung, Signalanlagen (Sachgesamtheitsteil ID-Nr. 09306399),
  - Gemeinde Colditz, Ortsteil Lastau: Bahnwärterhaus (Muldenaue 15) und Bahnhof Lastau (Sachgesamtheitsteil ID-Nr. 09306161),
  - Gemeinde Colditz, Ortsteil Möseln: Bahnkörper, Kilometrierung, Signalanlagen (Sachgesamtheitsteil ID-Nr. 09306197),
  - Gemeinde Colditz, Ortsteil Sermuth: Bahnkörper, Kilometrierung, Signalanlagen (Sachgesamtheitsteil ID-Nr. 09306199),
  - Gemeinde Colditz, Ortsteil Zschetzsch: Bahnkörper, Kilometrierung, Signalanlagen (Sachgesamtheitsteil ID-Nr. 09306200),
  - Gemeinde Lunzenau, Stadt, Ortsteil Cossen: Bahnkörper, Kilometrierung, Signalanlagen, Eisenbahnbrücke Signalanlagen (Sachgesamtheitsteil ID-Nr. 09306171),
  - Gemeinde Lunzenau, Stadt, Ortsteil Berthelsdorf: Bahnkörper, Kilometrierung, Signalanlagen (Sachgesamtheitsteil ID-Nr. 09306398),
  - Gemeinde Lunzenau, Stadt, Ortsteil Lunzenau: Bahnhof, Bahnkörper, Kilometrierung, Signalanlagen (Sachgesamtheitsteil ID-Nr. 09306149),
  - Gemeinde Lunzenau, Stadt, Ortsteil Rochsburg: Bahnhof Rochsburg, Bahnkörper, Kilometrierung, Signalanlagen (Sachgesamtheitsteil ID-Nr. 09306144),
  - Gemeinde Lunzenau, Stadt, Ortsteil Göritzhain: Bahnkörper, Kilometrierung, Signalanlagen (Sachgesamtheitsteil ID-Nr. 09306404),
  - Gemeinde Penig, Ortsteil Amerika: Straßenbrücke, Bahnkörper, Kilometrierung, Signalanlagen (Sachgesamtheitsteil ID-Nr. 09306140),
  - Gemeinde Penig, Ortsteil Arnsdorf: Straßenbrücke, Bahnkörper, Kilometrierung, Signalanlagen (Sachgesamtheitsteil ID-Nr. 09306202),
  - Gemeinde Penig, Ortsteil Markersdorf: Durchlass, Bahnkörper, Kilometrierung, Signalanlagen (Sachgesamtheitsteil ID-Nr. 09306133),
  - Gemeinde Penig, Ortsteil Penig: Eisenbahnbrücke (Gem. Penig), Eisenbahnbrücke, Bahnkörper, Kilometrierung, Signalanlagen Signalanlagen (Sachgesamtheitsteil ID-Nr. 09306169),
  - Gemeinde Penig, Ortsteil Thierbach: Durchlass, Bahnkörper, Kilometrierung, Signalanlagen Signalanlagen (Sachgesamtheitsteil ID-Nr. 09306204),
  - Gemeinde Penig, Ortsteil Zinnberg: Durchlass, Bahnkörper, Kilometrierung, Signalanlagen Signalanlagen (Sachgesamtheitsteil ID-Nr. 09306205),
  - Gemeinde Rochlitz, Stadt, Ortsteil Rochlitz: Straßenbrücke, Bahnkörper, Kilometrierung, Signalanlagen (Sachgesamtheitsteil ID-Nr. 09306179),
  - Gemeinde Rochlitz, Stadt, Ortsteil Zaßnitz: Bahnkörper, Kilometrierung, Signalanlagen (Sachgesamtheitsteil ID-Nr. 09306403),
  - Gemeinde Rochlitz, Stadt, Ortsteil Penna: Bahnkörper, Kilometrierung, Signalanlagen (Sachgesamtheitsteil ID-Nr. 09306156),
  - Gemeinde Seelitz, Ortsteil Steudten: Durchlass, Bahnkörper, Kilometrierung, Signalanlagen (Sachgesamtheitsteil ID-Nr. 09306175),
  - Gemeinde Seelitz, Ortsteil Biesern: Bahnkörper, Kilometrierung, Signalanlagen (Sachgesamtheitsteil ID-Nr. 09306206),
  - Gemeinde Seelitz, Ortsteil Fischheim: Bahnkörper, Kilometrierung, Signalanlagen (Sachgesamtheitsteil ID-Nr. 09306174),
  - Gemeinde Wechselburg, Stadt, Ortsteil Wechselburg: Eisenbahnbrücke über die Chemnitz, Eisenbahnunterführung Rochlitzer Straße, Bahnkörper, Kilometrierung, Signalanlagen (Sachgesamtheitsteil ID-Nr. 09306172),
  - Gemeinde Zettlitz, Ortsteil Kralapp: Eisenbahnbrücke und Eisenbahnbrücke über den Lochmühlenbach, Bahnkörper, Kilometrierung, Signalanlagen (Sachgesamtheitsteil ID-Nr. 09306158),
  - Gemeinde Glauchau, Ortsteil Kleinbernsdorf: Eisenbahnbrücke, Bahnkörper, Kilometrierung, Signalanlagen (Sachgesamtheitsteil ID-Nr. 09306166),
  - Gemeinde Glauchau, Ortsteil Reinholdshain: Eisenbahnbrücke, Bahnkörper, Kilometrierung, Signalanlagen (Sachgesamtheitsteil ID-Nr. 09306165),
  - Gemeinde Glauchau, Ortsteil Niederlungwitz: Bahnkörper, Kilometrierung, Signalanlagen (Sachgesamtheitsteil ID-Nr. 09306402),
  - Gemeinde Limbach-Oberfrohna, Stadt, Ortsteil Wolkenburg-Kaufungen: Eisenbahnbrücke, Durchlass, Bahnkörper, Kilometrierung, Signalanlagen (Sachgesamtheitsteil ID-Nr. 09306106).
  - Gemeinde Remse, Ortsteil Remse: Bahnkörper, Kilometrierung, Signalanlagen (Sachgesamtheitsteil ID-Nr. 09306194),
  - Gemeinde Waldenburg, Stadt, Stadt, Ortsteil Niederwinkel: Bahnwärterhaus, Bahnkörper, Kilometrierung, Signalanlagen (Sachgesamtheitsteil ID-Nr. 09306168),
  - Gemeinde Waldenburg, Stadt, Stadt, Ortsteil Oberwinkel: Bahnkörper, Kilometrierung, Signalanlagen (Sachgesamtheitsteil ID-Nr. 09306196),
  - Gemeinde Waldenburg, Stadt, Stadt, Ortsteil Waldenburg: Durchlass durch den Hellmannsgrundbach und Bahnwärterhaus, Bahnkörper, Kilometrierung, Signalanlagen (Sachgesamtheitsteil ID-Nr. 09306131).
2. ↑  Einzeldenkmale in der o. g. Sachgesamtheit, Bahnhof Glauchau:
  - Empfangsgebäude mit Verwaltungs- und Wohnanbau: Putzbau, schiefergedecktes Walmdach mit Uhrturm und Betonung des Eingangsbereiches, Betonung der Vertikalen durch große gegliederte Hochrechteckfenster, Porphyrgewände, Porphyrsockel, gegliederte Dachlandschaft mit Gaupen, schlichter sanierter Innenraum, die ursprünglich vorhandene Bemalung wurde entfernt.
  - Einfriedung: Entlang der Bahnhofstraße, gemauerter Sockel, verputzt, mit zwischenliegenden Eisengittern.
3. ↑  Einzeldenkmale in der o. g. Sachgesamtheit:
  - Brücke der Bahnstrecke Glauchau–Chemnitz: Fünfbogenbrücke in Eisenbetonkonstruktion, schlichte Ausführung, Betonung der Rundbögen durch Rustizierung.
  - Brücke der Bahnstrecke Glauchau–Rochlitz: Zweibogenbrücke (langgestreckte Segmentbögen) in Eisenbetonkonstruktion, ohne Schmuckelemente, Armierung teilweise freiliegend, gewölbte Durchbrüche in den Pfeilern, km 0,9.
4. ↑  Einzeldenkmale in der o. g. Sachgesamtheit, Bahnhof Remse:
Altes Empfangsgebäude: 1875, zweigeschossiger Putzbau mit Drempel und Satteldach (Preolitdeckung), mit Anklängen an den Schweizerstil, Mittelrisalit mit hochgezogener Mittel, Putzgliederung, weiter Dachüberstand mit profilierten Sparrenköpfen, gegliederte Hochrechteckfenster, Gurtgesimse, Holzverzierungen am giebelseitigen Dachfirst, angebauter Güterschuppen mit beidseitiger Laderampe.
  - Neues Empfangsgebäude: 1888 erbaut, zweigeschossiger Putzbau mit Anbau, giebelständig zum Gleis gelegen, moderate Putzgliederung, Satteldach Preolitdeckung, Gurtgesims, angebaute frühere Wartehalle um 1979 stark überformt, restliches Gebäude weitgehend erhalten.
  - Wirtschaftsgebäude: einschossiges Gebäude im Schweizerstil, Satteldach, Gurtgesims, drei Fenster im ersten Obergeschoss, zwei Fenster im Dachgeschoss weitgehend originaler Sprossung.
5. ↑  Einzeldenkmale in der o. g. Sachgesamtheit:
  - Empfangsgebäude: Langgestreckter zweigeschossiger Putzbau mit Drempel und zwei Seitenrisaliten (bahnseitig), gegliederte Dachlandschaft, Preolitdeckung, Gurtgesimse, Putznutungen überwiegend entfernt, Fenstergewände im Obergeschoss profiliert, Hausbahnsteig teilweise überdacht (Holzkonstruktion), Innenausstattung weitgehend original (Holztüren, Putzpilaster, Fußbodenfliesen), Höhenmarke 231,295 über NN,
  - Freiabort: Massiv ausgeführt, weitgehend original, Natursteinpflaster (Granit) im Segmentbogenverband,
  - Bahnmeisterhaus (Angestelltenwohnhaus): Um 1895 erbauter Klinkergebäude mit Drempel über rechteckigem Grundriss auf Natursteinsockel (Polygonalmauerwerk), Gurtgesims zwischen Erdgeschoss und Obergeschoss, Fries zwischen Obergeschoss und Drempel, Satteldach mit Ziegeldeckung, Segmentbogenfenster, teilweise zugesetzt, zur Straße hin mittiger Anbau (Treppenhaus), weitgehend original erhalten,
  - Schrankenwärterhaus am Bahnkilometer, 2015 Innenausstattung nicht überprüft.
6. ↑  Bahnhof Wolkenburg (DWOB – 06407 III) der Eisenbahnstrecke Glauchau–Wurzen (GW):

Bahnhof außer Betrieb, Eigentümer DB, leer stehend, gefährdet, unsaniert sowie in Teilen einsturzgefährdet, Uhr fehlt, AG zweites Hauptgleis entfernt:
  - Empfangsgebäude: zweigeschossiger Putzbau mit Drempel und Mittelrisalit, Satteldach mit profilierten Sparrenköpfen, Holzverzierungen im Firstbereich der Giebel und des Risalites, horizontale Putzgliederungen, Hochrechteckfenster, im Erdgeschoss zugesetzt, Putzgewände, Gurtgesimse, schlichter überformter Innenraum, Hausbahnsteig nach 1910 überdacht
  - Güterschuppen: mit beidseitiger Laderampe und auskragendem Satteldach, Rampe massiv
  - giebelständiges Wirtschaftsgebäude: eingeschossiger Putzbau, Satteldach, Fenster- und Türöffnungen, horizontale Putzgliederungen, Gurtgesimse
  - Aborthäuschen: rechteckiger Grundriss, eingeschossiger, einfacher Bau, Walmdach, Zugänge für beide Geschlechter (Beschriftung an den Eingängen noch erkennbar).
7. ↑  Eisenbahntunnel Lunzenau:
  - Tunnelportale aus polygonalem Bruchsteinmauerwerk, Rundbogen mit Sandstein gefasst, Südportal gegenüber dem Nordportal mit Sandsteinquader-Lisenen und Attika aufwendig gestaltet,
  - nördliche Stützmauer am Südportal und Tunnelröhre im Rahmen der Sanierung zur statischen Sicherung gegen Gebirgsdruck mit Beton überzogen, Tunnel ursprünglich für zweigleisigen Betrieb vorgesehen, Länge 286 m.
8. ↑  Stützpfeiler und Auflager Polygonalmauerwerk, Bruchsteinpfeiler durch Bänder aus Quadern horizontal gegliedert, ursprüngliche parallelgurtige Fachwerkträger vermutlich um 1930 gegen Vollwandträger ersetzt.
9. ↑  Bahnhof Wechselburg:
  - Empfangsgebäude: Putzfassade, Fenster mit rotem Klinker umrahmt, ebenso die Türumrahmung, originale Türen und Fenster, dort Oberlichter mit Sprossenteilung, im Dachbereich Veränderungen, Eingangstür mit weit überkragendem Dach, Gesimsband aus Klinker.
  - Stellwerke: W1, mechanisches Stellwerk, Typ Jüdel 6000 mit technischer Ausstattung, einfacher Typenbau, zweigeschossig, roter Klinker mit flach geneigtem Satteldach auf rechteckigem Grundriss, Stellwerk B2 Einheitsschlüsselwerk, ohne technische Ausstattung, einfacher Typenbau, zweigeschossig, roter Klinker mit flach geneigtem Satteldach auf rechteckigem Grundriss.
  - Brücke Anger/Bahnhofstraße: Straßenunterführung, steinerne Bogenbrücke einjochig, mit Natursteinverblendung, nahe Bahnhof, einbogig.
  - Brücke Bahnhofstraße: genietete Stahlkonstruktion, gemauerte Natursteinmauerung, saniert 1966 (entrostet)
  - zwei Bahnsteigüberdachungen mit dem entsprechenden gusseisernen Wetterschutz der Treppen, Wartebereich mit Holzbänken.

Eisenbahnstrecke Wechselburg–Küchwald (Streckenkürzel WbC), auch als Chemnitztalbahn, Flusstalbahn oder Sandbahn bezeichnet, sächsische Nebenbahn, eröffnet 1902, verlief von Wechselburg (dort Anschluss an die 1875 bis 1877 eröffnete Eisenbahnstrecke Glauchau–Wurzen) im Chemnitztal nach Chemnitz-Küchwald, Hauptzweck: Anschluss der zahlreichen im 19. Jh. entlang der Chemnitz entstandenen Fabriken an das sächsische Eisenbahnnetz, seit 2002 stillgelegt.
10. 1 2 3 4 5 6 7 8 9 10 11 12 13 14  
Zur GW-Streckengeschichte: 

Eisenbahnstrecke Glauchau–Wurzen (Streckenkürzel GW), bis 1945 sächsische Hauptbahn, anschließend bis 1967 Nebenbahn. Der Bau der Strecke erfolgte in mehreren Bauabschnitten ab 1868, Fertigstellung des Abschnitts Glauchau bis Penig (10. Mai 1875), Abschnitt Rochlitz bis Großbothen (9. Dezember 1875), Abschnitt Penig bis Rochlitz (29. Mai 1876), Abschnitt Großbothen bis Wurzen (30. Juni 1877). Geplant war die Strecke zweigleisig, da sie in Preußen weitergeführt werden sollte, wurde jedoch nicht realisiert, deshalb nur eingleisiger Ausbau (Brücken sind jedoch für zwei Gleise errichtet worden). Streckenverlauf ab Glauchau durch die private Muldenthal-Eisenbahngesellschaft errichtet, die 1878 verstaatlicht wurde. Fahrzeuge und Strecke wurden von den Königlich Sächsischen Staatseisenbahnen übernommen. Endbahnhof der Strecke war nun der Südbahnhof in Wurzen. Der Muldenthalbahnhof (errichtet am 15. Oktober 1879) wurde geschlossen, die Strecke wurde als Nebenbahn betrieben. 

Am 5. Mai 1945 Zerstörung der Rabensteinbrücke zwischen Großbothen und Grimma, 1946 Abbau der Gleise zwischen Großbothen und Grimma als Reparationsleistung, 28. Mai 1967 Einstellung des Zugverkehrs zwischen Grimma und Nerchau, ab 24. September 1967 Wiederaufnahme des Zugverkehrs zwischen Golzern und Wurzen, Mitte der 1970er Streckenerneuerung zwischen Großbothen und Döben. Bau eines Verbindungsbogens mit den Abzweigstellen Leisenau und Muldenbrücke (Direktverbindung Rochlitz und Döbeln). Am 1. Januar 1970 Stilllegung des Abschnitts Grimma–Golzern, zwischen Golzern und Wurzen danach nur noch Güterverkehr, nach 1990 Einschränkung des Güterverkehrs. Stilllegung des Abschnitts Wurzen–Golzern (2. Juni 1996), Ende der 1990er Jahre Stilllegung des Anschlussgleises zurWasserglasfabrik Dehnitz. Einrichtung des Muldentalradweges zwischen Großbothen und Wurzen. Am 6. Dezember 1999 Einstellung des Zugverkehrs Colditz–Rochlitz, 1999 (Güterverkehr) und 2000/2001 Einstellung des Personenverkehrs auf dem Abschnitt Rochlitz–Wechselburg.
11. ↑  Viadukt Rochlitz: 256 m langes Brückenbauwerk mit drei Stromöffnungen von je 33 m Lichtweite, von originalen Fachwerkträgern überspannt, sowie drei von Vollwandträgern überspannte Flutöffnungen von 16,5 m bzw. 17,2 m lichter Weite, im stadtseitigen Bereich der acht Ufer-, Wege- und Straßenunterführungen wurden das Tragwerk durch Eisenbetonkonstruktionen ersetzt und die Pfeiler teilweise erneuert, Strompfeiler und Auflager aus Porphyr- und Sandsteinmauerwerk.
12. ↑  Bahnhof Rochlitz:
  - Empfangsgebäude: Putzfassade, schmuckloser Bau, Fenster- und Türgewände erhalten, Fenster erneuert, Mittelbau mit zwei Flügelbauten (Mittelbau eingeschossig, Flügelbauten zweigeschossig mit Drempel), Satteldach mit später errichteter Mansarde, Fenster- und Türeinfassungen sowie das Zwischengesims aus Rochlitzer Porphyr, Erdgeschoss mit Rundbogen, Obergeschoss Hochrechteckfenster, Fassade mit klassizistischen Stilelementen
  - Bahnwärterhaus mit Nebengebäude: zweigeschossiger Ziegel-Putzbau auf Porphyrsockel, Porphygewände im Wesentlichen original erhalten, Tür zugesetzt
  - Kohlenschuppen: entsprechend der Bedeutung der Bahnhofsanlage relativ groß dimensionierter Putzbau mit Satteldach (Preoliteindeckung), beidseitige Laderampe, Betonung der Torgewände mit Klinkern, vermutlich um 1902
  - Bahnmeisterei: zweigeschossiger backsteinsichtiger Baukörper über rechteckigem Grundriss mit mittigem Treppenhausvorbau an der Traufseite zur Bahn, Ecklisenen, Gurtgesims, Blendbögen über den Segmentbogenfenstern, Fenster defekt, desolat
  - Siebenständiger Ringlokschuppen vor dem Ersten Weltkrieg auf 12 Ständer erweitert, Dachkonstruktion (Holz) noch original, Rauchabzüge entfernt, Tore original, backsteinsichtiges Mauerwerk, Werksteinwölbbogen der Tore, ein Flachbodenbehälter in Nietkonstruktion erhalten.
  - sechs (fünf?) Formsignale (Flügelsignale) Bahnkilometer 39, 3
  - Stellwerk B 2; sechs Lampen, vier davon im Bereich des Lokschuppens, Klinkerbau, Inbetriebnahme 1965
  - Stellwerk W1, Klinkersockel Inbetriebnahme 1935.

Geschichte: bereits 1870 (Quelle sachsenschiene.de, abgerufen am 11. November 2015) für die vom Staat gebaute Verbindung Rochlitz – Narsdorf – Penig angelegt, wichtiger, durch seine zentrale Lage hervorgehobener Bahnhof mit überwiegend original erhaltenen Hochbauten.
13. ↑  Der Bahnhof Großbothen war ein wichtiger Eisenbahnknoten im mittelsächsischen Raum. An ihm kreuzten sich die Anlagen der Bahnstrecke Borsdorf–Coswig (zweigleisig, ab 1868), der Bahnstrecke Glauchau–Wurzen (Muldentalbahn) (eingleisig, um 1875) und der Querbahn nach Borna (ab 1937). Letztere führte zu umfangreichen Erweiterungen des Bahnhofes Großbothen. Inselbahnsteige und Bahnsteigunterführungen wurden angelegt und die Gleisanlagen erweitert. 2004 wurde das Stellwerk W4 und 2010 die Stellwerke B3 (1899), W1 und W2 außer Betrieb genommen:
  - Stellwerk W4: mechanisches Stellwerk (Spannwerk erhalten), zweigeschossig, massiv, verputzt, mit Kastenerker (verglast), originale Fenster, transparente Ecken, konkav abgeknicktes Walmdach, im Erdgeschoss Aufschrift „Großbothen“
  - Stellwerk W2: mechanisch, zweigeschossig, massiv, verputzt, mit Kastenerker (verglast), originale Fenster, transparente Ecken, konkav abgeknicktes Walmdach, das Wärterstellwerk Stw 2 war für die Ausfahrt nach Borna und nach Grimma unt. Bahnhof zuständig, Hinter dem Stellwerk zweigte die Muldentalbahn in einem Rechtsbogen ab
  - Empfangsgebäude: 1869 durch die Leipzig-Dresden-Eisenbahn-Compagnie erbaut, Vorläuferbau des Empfangsgebäudes von 1875, Typenbau Flügelbau-Mittelbau-Anbau, zweigeschossiges einfach gehaltenes Hauptgebäude mit aufwändig gestaltetem Anbau (Mittelrisalit, Bogenfenster), Mittelbau eingeschossig, flaches Satteldach, Dachpappe, umgebaut
  - Wasserstation, Empfangsgebäude (1875) sowie alle anderen bahntechnischen Anlagen sind kein Denkmal.
14. ↑  
Eingeschossig auf Bruchsteinsockel, originale Fenstergrößen und -anordnung, flaches Satteldach mit geschnitzten Sparrenköpfen, seitlich abgeschleppter eingeschossiger Anbau, Verbindungsbau zum Anbau, darin Eingangstür, 2001–2004 umfassende Sanierung und Umbau, Nebengebäude 2001 abgerissen und neu aufgebaut, Dämmung, Dach erneuert, Bahnwärterhaus der 3. Klasse, Kilometer 58,74.
15. ↑  
Bauliche Schutzgüter: 
  - Eisenbahndamm: Eisenbahnstrecke Muldentalbahn (Glauchau (Sachs)–Wurzen), Streckennummer: 6629, sä. GW, entlang der Mulde, Höhe ca. 4 m, Zyklopenmauerwerk mit Durchlässen und Brücken, zwischen km 64,01 (unterer Bahnhof Grimma) und km 62,72 (ehem. Bahnwärterhäuschen Grimma Stadtwald) angelegt, Bogenbrücke in Bruchsteinmauerung und Bogenquaderung, im nördlichen Teil des Stadtwaldes Strompfeiler der ehem. Rabensteinbrücke (genietete Stahlfachwerkkonstruktion, 1931 umgebaut, nach 1945 zerstört, 1980er Jahre vollständig demontiert, kein Denkmal). Geschichte:
  - 1876/77 Erbauung des Eisenbahndammes der Muldentalbahn
  - 1970 Einstellung Bahnverkehr
  - 2003/04 Rückbau der Schienen, Anlage des Muldentalradweges.
16. ↑  
Unterer Bahnhof Grimma, ursprünglich dreigleisig, im Zuge der Übernahme in die Verwaltung der Strecke durch die Königlich Sächsischen Staatseisenbahnen 1879 auf ein Gleis reduziert.
  - Empfangsgebäude: zweigeschossig, Drempel, elf Achsen, Mittelrisalit dreiachsig mit Giebel mit Gespärre, Putzfassade, Stockgesims, im Obergeschoss profilierte Fensterrahmungen
  - Güterverladestelle: Bruchsteinsockel, Ziegelbau verputzt, flach geneigtes aber weit überstehendes Dach, original: Fenster, Tür, Tore, ABBRUCH zwischen 2006 und 2013 (Streichung 2016)
  - 1. August 1877 eröffnet, bis 1905 Haltestelle der Strecke Glauchau–Wurzen
  - 1905–1967 Personenbahnhof
  - ab 1967 auch Güterbahnhof
  - ab 1967 Reduzierung des Fahrbetriebes, 28. Mai 1967 Stilllegung des Personenverkehrs
  - 1. Januar 1970 Güterverkehr eingestellt.
17. ↑  
Bahnhof Nerchau 
  - Empfangsgebäude: dreigeschossig mit eingeschossigem Anbau, verputzter Massivbau, Sockel als Polygonalmauerwerk in Porphyrtuff, Gliederung in Klinker, Fenstergewände im 1. Obergeschoss zum Teil Sandstein, Anbau der 1920er Jahre, flaches Satteldach, originale Fenster, an der Rückseite Bahnsteigüberdachung in Holz mit großen originalen Fenstern, im Inneren: Fußbodenfliesen, originale Türen, originale Schalterhalle, originale Wartehalle
  - Bahnunterführung: Bruchstein- und Ziegelmauerwerk, rundbogiger Durchgang.
18. ↑  
Repräsentatives gründerzeitliches Empfangsgebäude als fünfgliedriger Baukörper, aus ein- und zweigeschossigen Gebäudeteilen bestehend, mit schlichter neurenaissanceartiger Gestaltung der Putzfassade, Pilastergliederung, Rundbogenfenster und Rundbogenportal. 
Empfangsgebäude in seiner Grundsubstanz trotz Umbau und Erweiterung noch vorhanden, Details der Fassade charakteristisch für viele Bahnhofsbauten für diese Zeit, Bahnsteig 2, 3: verschraubte Holzkonstruktion, Bahnsteig 6: Holzdach bereits durch Wellblech ersetzt, Hausbahnsteig: profilierte Gusseisensäulen mit verzierten Verstrebungen, Holzüberdachung, Fußgängertunnel (Ziegelbogenmauerwerk).